# Minecraft
Minecraft ist ein Sandbox-Computerspiel, das ursprünglich vom schwedischen Programmierer Markus „Notch“ Persson und seinem dazu gegründeten Unternehmen Mojang entwickelt wurde. Mojang samt Spiel gehört seit September 2014 zu Microsoft, welches das Unternehmen damals für 2,5 Milliarden US-Dollar kaufte. Minecraft erschien erstmals am 17. Mai 2009 als Early-Access-Titel für PC. In der Folge wurde Minecraft für diverse weitere Plattformen und Spielkonsolen veröffentlicht. Die meisten davon erhalten bis heute regelmäßig kostenfreie Aktualisierungen mit neuen Inhalten.
Im Spiel erschafft der Spieler Konstruktionen wie Gebäude oder Schaltkreise aus zumeist würfelförmigen Elementen in einer frei begehbaren, prozedural generierten Welt, die ebenso aus Würfeln besteht. Diese an die Natur angelehnte Spielwelt kann darüber hinaus erkundet werden, um Ressourcen zu sammeln, gegen Monster zu kämpfen und gefundene Rohstoffe zu neuen Gegenständen weiterzuverarbeiten. Es existieren eine Vielzahl von nutzergenerierten Inhalten wie Modifikationen, Server, Skins, Texturpakete und vorgefertigte Welten, die das Spiel um neue Mechaniken und Spielmodi erweitern. Das Spiel wird außerdem im Bildungsbereich eingesetzt, um unter anderem Chemie, computergestütztes Design und Informatik zu lehren.
Minecraft wurde von der Kritik hoch gelobt, erhielt zahlreiche Auszeichnungen, gilt als eines der einflussreichsten Computerspiele der 2010er Jahre und ist mit mehr als 300 Millionen verkauften Exemplaren das bisher meistverkaufte Computerspiel. Mit über 140 Millionen monatlich aktiven Nutzern ist es zudem das Computerspiel mit den meisten aktiven Spielern, das nicht auf dem Free-to-play-Geschäftsmodell basiert. Soziale Medien, Parodien, Adaptionen, Merchandise-Artikel und die jährlichen MineCon-Conventions trugen maßgeblich zur Popularisierung des Spiels bei. Im Laufe der Zeit wurden mehrere Spin-offs des Spiels entwickelt, darunter Minecraft: Story Mode, Minecraft Earth, Minecraft Dungeons und Minecraft Legends.

## Spielprinzip
Minecraft ist ein Open-World-Spiel. Das Hauptaugenmerk liegt auf der Erkundung und Entdeckung der Welt sowie dem Bau eigener Gebäude und Vorrichtungen. Der Spieler kann Rohstoffe abbauen („Mine“), diese zu anderen Gegenständen weiterverarbeiten („Craft“) und gegen Monster kämpfen. Das Spiel gibt allerdings eine Reihe von Aufgaben (sogenannte „Fortschritte“) vor, die unter anderem den Einstieg in das Spiel erleichtern sollen. Minecraft wird standardmäßig aus der Egoperspektive, aber mit der Möglichkeit, in die Third-Person-Perspektive zu wechseln, gespielt. Die Spielfigur kann sich frei in der Spielwelt bewegen. Diese wird prozedural generiert und ist, in der Java-Edition, praktisch „unendlich“ groß (allerdings ab Version 1.7.9 auf einen Rahmen von 60 Millionen Blöcken Breite begrenzt, um Problemen durch die Gleitkommaberechnung vorzubeugen; man kann die Welt aber trotzdem als „unendlich“ ansehen). Die Welten in allen anderen Versionen sind räumlich begrenzt. Es lassen sich beliebig viele unterschiedliche Welten abspeichern. Diese bestehen zum größten Teil aus würfelförmigen Blöcken von einem virtuellen Meter Seitenlänge, die nach einem Raster angeordnet sind. Die Blöcke bestehen jeweils aus einem Material, etwa Erde, Holz oder verschiedenen Erzen.
Nahezu alle Blöcke sind abbaubar und können ins Inventar aufgenommen werden. Sie können beinahe überall auf der Welt wieder abgesetzt werden. Blöcke sind zudem in verschiedenen Variationen kombinierbar und ermöglichen so unter anderem den Bau von Werkzeugen, Waffen und Rüstungen. Das Kombinieren der Gegenstände ist ein zentraler Aspekt in Minecraft und wird Crafting genannt. Dabei müssen die Ausgangsmaterialien in einem Herstellungsfeld nach einem bestimmten Muster angeordnet werden, damit ein bestimmter Gegenstand daraus entsteht. Eine Truhe lässt sich beispielsweise aus einem O-förmigen Muster aus Holzbrettern herstellen. Seit der Version 1.12 gibt es ein Rezeptbuch, welches die Herstellung für Spieler erleichtern soll.
Minecraft hat ein Inventar-System, so kann die Spielfigur maximal 36 unterschiedliche Gegenstand-Stapel von je nach Gegenstand zwischen 1, 16 und 64 Einheiten variierend tragen. Beim Tod werden alle im Inventar befindlichen Gegenstände fallengelassen. Nach dem Respawn der Spielfigur können diese innerhalb einer begrenzten Zeit (5 Minuten) wieder eingesammelt werden. Erfahrungspunkte können durch das Töten von Monstern und Tieren, durch das Brennen von Materialien im Ofen und den Abbau von Erzen erworben werden. Mit den Erfahrungspunkten können Werkzeuge, Rüstungen und Waffen verzaubert oder durch einen Amboss repariert und umbenannt werden. Verzauberte Gegenstände sind je nach Verzauberung stärker, halten länger oder haben andere Effekte.
Die Gesetze der Physik sind im Spiel teilweise aufgehoben. Beispielsweise unterliegen die meisten Blöcke während des Bauens nicht der Schwerkraft, sondern schweben. Wasser und Lava sind die einzigen Flüssigkeiten. Sie können fließen und haben eine Quelle. Diese kann dauerhaft entfernt werden, indem ein fester Block an ihre Stelle gesetzt wird oder indem man mit einem Eimer den Quellblock entfernt. Schaltkreise können mit Hilfe von Redstone-Staub gebaut werden. Dieser ähnelt Leiterbahnen und ist in der Lage, Signale zu übertragen. So lässt sich beispielsweise ein Schalter zum Öffnen einer Tür bauen; und sogar ein einfacher Prozessor kann in Minecraft nachgebildet werden.

### Spielwelt
Beim Spielstart wird die Spielfigur in die Spielwelt gesetzt. Das begehbare Terrain besteht aus Bergen, Wäldern, Wüsten, Meeren, Flüssen, Ebenen und Höhlen. Die Welt ist in verschiedene Biome unterteilt, die von Wüsten, über Ozeane und Urwälder bis zu Schneefeldern reichen. Das Spiel besitzt einen zwanzigminütigen Tag-Nacht-Zyklus. Dem Spieler begegnen unterschiedliche Nicht-Spieler-Charaktere (NPCs) wie Tiere, Dorfbewohner und Monster. Friedliche Tiere, wie Schweine, Schafe oder Hühner, dienen als Rohstoffquellen für beispielsweise Fleisch oder Wolle. Während der Nacht und in dunklen Gebieten erscheinen feindliche Kreaturen wie Zombies, Spinnen, explodierende Creeper oder mit Pfeil und Bogen bewaffnete Skelette. Außerdem kann auf vorgenerierte Dörfer getroffen werden, in denen Dorfbewohner leben. Mit ihnen kann gehandelt werden.
In Minecraft gibt es insgesamt drei Dimensionen:
Die Oberwelt
Die Oberwelt ist die Dimension, in der der Spieler startet und auch die meiste Zeit verbringt. Sie ist vergleichbar mit der echten Welt (Bäume, Seen etc.). Dort findet man auch diverse Rohstoffe, die dann im späteren Spiel benötigt werden (zum Beispiel Holz, Stein, Erze, Wasser, Nahrungsmittel etc.)
Der Nether
Der Nether ist eine höllenähnliche Dimension, welche nur durch Netherportale erreicht werden kann. Mithilfe von nur im Nether vorhandenen Rohstoffen (Seelensand, Witherskellet-Kopf) kann man einen Boss, den Wither, erschaffen. Im Nether gibt es des Weiteren andere Monster als in der Oberwelt. Diese sind im Allgemeinen stärker als diese in der Oberwelt und können ständig erscheinen, da es im Nether keine Tageszeit gibt. Der Nether stellt auch insofern eine größere Herausforderung dar, weil er voll von Lava ist, welche die Spielfigur töten kann und das Inventar dabei verloren geht.
Das Ende
Das Ende ist eine Dimension, in der man einen Boss, den Enderdrachen, besiegen kann. Erreichen kann man diese nur durch ein Endportal, welches in einer Festung (Englisch: Stronghold) liegt. Es gibt in der gesamten Oberwelt insgesamt 128 Festungen. Wenn der Drache besiegt wurde, wird der Spieler mit Erfahrungspunkten belohnt, gleichzeitig wird das Endportal, mit dem man das Ende verlassen kann, aktiviert, und es erscheint ein Endtransitportal. Wenn man in das Endportal springt, folgt ein von dem irischen Autor Julian Gough geschriebener Abspann, der das Spiel jedoch nicht beendet. Wenn der Spieler eine Enderperle in das Endtransitportal wirft, wird er zu einem ca. 1000 Blöcke entfernten weiteren Endtransitportal teleportiert. In dieser Entfernung befinden sich viele Nebeninseln, auf denen sich Endsiedlungen und Endschiffe befinden. Diese Inseln schweben allerdings im Nichts (im Englischen wird es als Void bezeichnet), in das man fallen kann, wobei die Spielfigur getötet (unter −64 Blöcken erleidet die Spielfigur Schaden) und zurück in die Oberwelt versetzt wird. Das Endtransitportal ist von unzerstörbarem Grundgestein umgeben und kann deshalb nicht direkt betreten werden. Stattdessen muss man eine Enderperle hineinwerfen, um hindurch zu reisen, mit Elytren hindurchfliegen oder hindurchkriechen/-schwimmen.
Das Ende steht im direkten Zusammenhang mit den sogenannten Endermen, welche in allen drei Dimensionen auftauchen können. Sie können sich teleportieren und greifen eine Spielfigur erst dann an, wenn diese sie angreift oder ihnen in die Augen blickt. Ebenfalls sind Endermen eine von zwei Kreaturen, die Blöcke abbauen, und somit aktiv die Spielwelt verändern können, nicht nur passiv durch Explosionen.

### Spielerskins

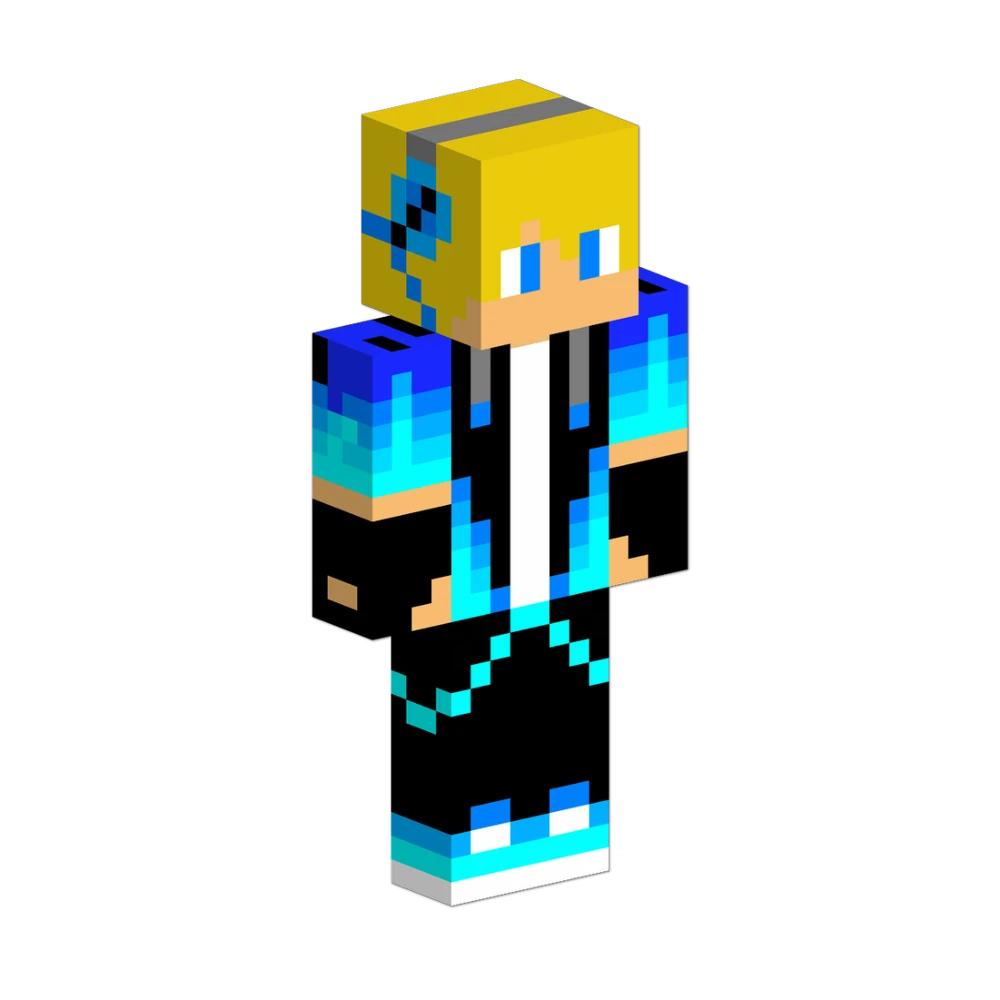
Gerendertes 3D-Modell eines Spielerskins

In Minecraft bezeichnet ein „Skin“ die Textur, mit welcher das Aussehen der Spielfigur visuell angepasst werden kann. Ein Standardskin besitzt eine Auflösung von 64×64 Pixeln und wird auf ein 3D-Modell der Spielfigur projiziert, wobei jedem Körperteil ein bestimmter Bereich der Textur zugeordnet ist. Seit der Version 1.8 der Java-Edition unterscheidet das Spiel zwischen zwei Modellvarianten: dem klassischen Modell mit vier Pixel breiten Armen („Classic“) und einem schmaleren Modell mit drei Pixel breiten Armen („Slim“). Ein klassischer Skin umfasst insgesamt 3264 Pixel, wohingegen Slim-Modelle aufgrund der schmaleren Armtexturen nur 3136 Pixel enthalten. 

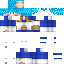
Spielerskin in Rasterform

 In der Minecraft Bedrock Edition sind Skins mit einer höheren Auflösung von bis zu 128×128 Pixeln einstellbar, solange sie den Proportionen der Standardtextur folgen. Neben benutzerdefinierten Skins, die von Spielern auf der offiziellen Website hochgeladen werden können, bietet Mojang eine Auswahl an standardmäßig verfügbaren Skins an. Die ursprünglich verfügbaren Figuren Steve und Alex wurden im Oktober 2022 um sieben weitere Standard-Charaktere ergänzt, nämlich Noor, Sunny, Ari, Zuri, Makena, Kai und Efe. Die vorinstallierten Skins sind sowohl in der klassischen als auch in der schlanken Modellvariante erhältlich. Die Struktur der Skin-Textur folgt einem programmiertechnisch definierten Raster, in welchem einzelnen Flächen der Textur bestimmte Körperteile des Avatars zugewiesen sind, sodass diese zu einem 3D-Modell verrechnet werden können.

### Modi
Es gibt in Minecraft fünf Spielmodi. Es wird unterschieden zwischen dem Überlebensmodus, dem Hardcoremodus, der eine besondere Variante des Überlebensmodus ist, dem Kreativmodus, der für das Erstellen großer Bauwerke am besten geeignet ist, sowie dem Abenteuermodus, der für das Spielen von sogenannten Adventure Maps, die von anderen Spielern erstellt und zum Download angeboten werden, vorgesehen ist, und dem Zuschauermodus. Es kann zwischen vier Schwierigkeitsgraden gewählt werden. So kann das Erscheinen von Monstern auch ganz abgestellt werden. Alle Spielmodi lassen sich im Einzel- und Mehrspielermodus spielen.
Serverseitig kennt Minecraft nur vier Spielmodi: Überlebensmodus, Kreativmodus, Abenteuermodus und Zuschauermodus. Der Hardcore-Modus ist technisch das Gleiche wie der Überlebensmodus.

#### Kreativmodus
Seit der Java-Edition Beta 1.8 gibt es den Kreativmodus, in dem dem Spieler unbegrenzte Mengen an Ressourcen und Gegenstände im Inventar zur Verfügung gestellt werden. Ebenso ist es möglich, zu fliegen und Blöcke sofort abzubauen. Außerdem kann die Spielfigur keinen Schaden erleiden oder Hunger bekommen, was die Erstellung großer und komplizierter Bauwerke vereinfacht.

#### Überlebensmodus
Im Überlebensmodus existiert eine Gesundheitsleiste, die zum Beispiel durch Angriffe von Monstern, Stürze, Ersticken, Erfrieren oder Ertrinken aufgebraucht wird. Der Spieler hat außerdem eine Hungeranzeige, die in regelmäßigen Abständen durch den Verzehr verschiedener Lebensmittel (Fleisch, Brot etc.) aufgefüllt werden muss. Wie stark die Rüstung ist, die getragen wird, wird ebenfalls in einer Anzeige unten angezeigt.
Durch den zwanzigminütigen Tag- und Nachtwechsel ist der Spieler vor allem anfangs dazu gezwungen, für die Nacht ein sicheres Versteck zu bauen. Durch den Bau von Betten an sicheren Orten ist es möglich, die Nacht zu überspringen und so Konfrontationen mit Zombies und anderen Monstern zu entgehen. Da bestimmte Rohstoffe nur von getöteten Monstern abgegeben werden, ist es teilweise erforderlich, die Konfrontation mit den Gegnern zu suchen oder sie in selbst konstruierte Fallen zu locken. So ist beispielsweise die Herstellung von Enderaugen erst möglich, nachdem man Endermen und Lohen getötet hat, um die dafür benötigten Enderperlen und Lohenruten von ihnen zu bekommen.

#### Abenteuermodus
Mit der Java-Edition 1.3 wurde der Abenteuermodus hinzugefügt. Dieser Modus ähnelt dem Überlebensmodus. Blöcke können nur eingeschränkt platziert und nur mit einem dafür vorgesehenen Werkzeug abgebaut werden. Anfangs kann man gar keine Blöcke setzen oder abbauen und Werkzeuge benutzen. Dies kann allerdings mit sogenannten Befehlen modifiziert werden. Der Spieler kann aber uneingeschränkt mit Gegenständen, wie zum Beispiel Kisten und Knöpfen, interagieren.
Der Modus ist für von anderen Spielern erstellte Welten erdacht. Der Ersteller kann so bestimmen, welche Gegenstände für den Spieler des in Minecraft erstellten Spieles verfügbar sind und wie mit ihnen interagiert werden kann. So können Spieler eigene Welten und Spielmodi kreieren, in denen beispielsweise nur gegen andere Spieler gekämpft werden kann. Eine weitere Ergänzung, die für benutzerdefinierte Welten ausgelegt ist, ist der Befehlsblock. Er ermöglicht den Erstellern, durch Befehle weitere Dinge zu beeinflussen, wie Spielfiguren zu teleportieren oder Feuer zu deaktivieren.

#### Hardcoremodus
Seit der Java-Edition 1.0 gibt es den Hardcore-Modus, eine Spezialform des Überlebensmodus, in dem die Schwierigkeitsstufe nicht von der höchsten herabgesetzt werden kann und die Spielfigur beim Tod nicht wiederbelebt werden kann. Seit dem Minecraft Bundles of Bravery Update (1.21.40) gibt es den Hardcore-Modus auch für die Bedrock-Edition.

#### Zuschauermodus
Seit der Java-Edition 1.8 gibt es den Zuschauermodus, in dem der Spieler nicht mit der Spielwelt interagieren kann. Jedoch kann die Spielfigur durch Blöcke, Spielfiguren und Kreaturen hindurch fliegen und darüber hinaus seine Kameraperspektive mit der von anderen Spielern und Kreaturen abgleichen. Seit Version 1.19.50 ist der Zuschauermodus auch in der Bedrock-Edition verfügbar.

### Mehrspieler
Der Mehrspielermodus ermöglicht es mehreren Spielern, zusammen auf einer Welt zu spielen und zu kommunizieren. Auf einigen Mehrspieler-Servern gibt es bestimmte Regeln oder Wettbewerbe, bei denen eine Vielzahl von Spielern teilnehmen können. So gibt es zum Beispiel einige, die den Tödlichen Spielen (Hunger Games) oder Battlefield ähneln. Des Weiteren kann ein Spieler-gegen-Spieler-Modus aktiviert werden.
Es ist jedem erlaubt, einen für Spieler kostenlosen Server zu betreiben. Um einem Server beizutreten, müssen die IP-Adresse bzw. die Internetadresse und der Port (standardmäßig 25565) des gewünschten Servers bekannt sein. Seit der Version 1.3 laufen Einzelspieler-Welten als eigene Server, sodass es möglich ist, mit anderen Spielern in einem Local Area Network zusammen zu spielen. Um die Unterstützung des Mehrspieler-Modus weiter zu verbessern, wurde das Entwicklerteam der inoffiziellen Modifikation Bukkit am 28. Februar 2012 bei Mojang eingestellt. Es gibt Hosting-Anbieter, die vorkonfigurierte Minecraft-Server gegen Gebühr (meist monatlich) bereitstellen.
Über Servermodifikationen, wie zum Beispiel Spigot, Bukkit oder CanaryMod, können Minecraft-Server um zusätzliche Funktionalitäten erweitert werden. Dies geschieht über Plugins auf dem Server. Oftmals werden somit Funktionen, wie etwa das Schützen von Bereichen vor Veränderung, Implementierung eines Wirtschaftssystems oder die Zuweisung von Berechtigungen an einzelne Spieler, bereitgestellt. Mithilfe von Plugins werden auch sogenannte Minispiele realisiert. Außerdem ist es möglich, mit Programmen wie zum Beispiel BungeeCord schnell zwischen mehreren Servern zu wechseln. So sind riesige Server-Netzwerke mit mehreren tausend Spielern, die gleichzeitig online sind, entstanden. Die Minecraft-Server mit den meisten Spielern sind Hypixel in der Java-Edition und, mit leichten Schwankungen der Spielerzahlen je nach Tageszeit, CubeCraft bzw. The Hive in der Bedrock-Edition. Im deutschsprachigen Raum gilt GommeHD.net als der mit Abstand erfolgreichste Server. Viele große Minecraft-Server werden gewerblich betrieben, indem für Echtgeld spezielle Ränge und Items gekauft werden können.

#### Minecraft Realms
Unter dem Namen Minecraft Realms bietet Mojang Minecraft-Server an. Die Server sind jeweils einem Benutzer zugeordnet, der den Server kontrollieren kann. Seit Mai 2014 ist der Dienst weltweit verfügbar. Nach einer 30-tägigen Testphase ist der Dienst kostenpflichtig.
Im Unterschied zu selbst gehosteten Minecraft-Servern bieten die Realms-Server nur einen eingeschränkten Funktionsumfang, so können höchstens elf Spieler gleichzeitig auf einem Realms-Server spielen. Für Realms werden zudem keine Modifikationen oder Plug-ins angeboten, stattdessen bietet Mojang verschiedene von der Spielergemeinschaft erstellte Minispiele an, die in einen der drei verfügbaren Welt-Slots geladen werden können.

## Entwicklung

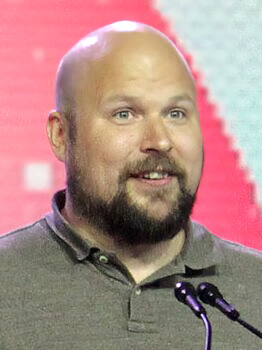
Markus „Notch“ Persson, 2016

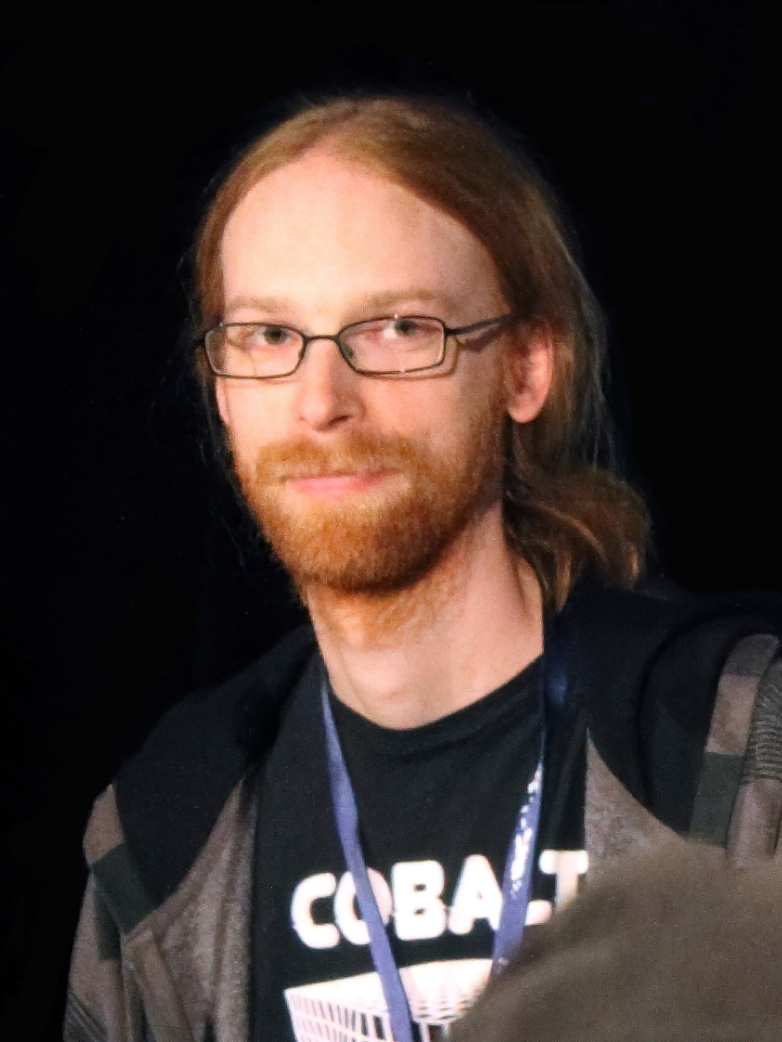
Jens „Jeb“ Bergensten, 2012

Der Schwede Markus „Notch“ Persson begann mit der Entwicklung von Minecraft, nachdem er von Infiniminer, Dwarf Fortress und Dungeon Keeper inspiriert wurde. Das Spiel wurde im Early-Access-Modell als Classic-Version am 17. Mai 2009 ausschließlich für den PC veröffentlicht. Persson fügte dem Spiel mit Updates weitere Blöcke, Gegenstände und Funktionen hinzu.
Um die Entwicklung von Minecraft zu unterstützen, gründete er Mojang. Am 20. Dezember 2010 erreichte das Spiel die Betaphase. Während dieser Zeit stellte er immer mehr Mitarbeiter für Minecraft ein. Im Rahmen der Minecraft-Convention MineCon wurde am 18. November 2011 die Betaphase beendet. Am 1. Dezember 2011 übernahm Jens Bergensten die volle kreative Kontrolle über Minecraft.
Das Spiel wird kontinuierlich um neue Spielinhalte und Funktionen erweitert und von Fehlern befreit. Ende 2011 begann Mojang, meist wöchentlich „Snapshots“ zu veröffentlichen. Diese optionalen Testversionen werden veröffentlicht, um Feedback zu bekommen und Fehler zu beheben.
Am 1. Juli 2013 wurde ein neuer Minecraft-Launcher eingeführt, über den das Spiel aktualisiert und gestartet werden kann. Der neue Launcher bringt gegenüber den vorherigen Versionen viele neue Funktionen. Zum Beispiel ist es möglich, alle alten Minecraft-Versionen zu spielen. Jedoch gibt es nicht mehr die Möglichkeit, das Spiel in einem Webbrowser zu starten.
Auf der MineCon 2013 wurde die Integration vom Streamingdienst Twitch in Minecraft angekündigt. Damit soll sich Minecraft direkt aus dem Spiel streamen lassen. Diese Funktion wurde mit der Version 1.7.4 eingeführt, wurde jedoch in der Version 1.9 wieder entfernt. Stattdessen wurde Mixer von Microsoft als Streamanwendung eingeführt.
Das Spiel wurde ursprünglich nur in der Programmiersprache Java entwickelt. Für die Grafikausgabe benutzt diese Version die Programmbibliothek Lightweight Java Game Library (LWJGL). Um das Spiel zu starten, benötigt man u. U. eine Java-Laufzeitumgebung ab Version 6 (In manchen Fällen wird die Laufzeitumgebung mit dem Launcher mitgeliefert).
Daneben wurde die im Oktober 2011 veröffentlichte Minecraft – Pocket Edition (Bedrock-Edition) in der Programmiersprache C++ geschrieben. Auf dieser Version von Minecraft basieren sämtliche neue Editionen wie beispielsweise auch Minecraft: Windows 10 Edition.
Die Konsolen-Edition für beispielsweise Xbox 360, PS3, PS Vita und Wii U wurden ebenfalls in der Programmiersprache C++ entwickelt. Eine offizielle Virtual-Reality-Version des Spiels wurde am 15. August 2016 für die Oculus Rift veröffentlicht und später für weitere Virtual-Reality-Headsets portiert.
Seit 2017 werden alle Minecraft-Versionen, ausgenommen der Java Edition, als Bedrock Edition publiziert und weiterentwickelt. Dadurch wird das plattformübergreifende Spielen (Crossplay) zwischen den verschiedenen Plattformen, wie beispielsweise PC, Smartphone und Spielkonsole, im Rahmen des Better-Together-Updates ermöglicht. Am 6. Oktober 2018 wurden Teile des Java-Quellcodes veröffentlicht.
Zum 10-jährigen Jubiläum erschien im Jahr 2019 Minecraft Classic, welches kostenlos im Browser gespielt werden kann.
Eine für die Bedrock Edition exklusive Version des Spiels mit Path-Tracing-Implementierung und optionaler DLSS-Unterstützung unter dem Namen Minecraft RTX (benannt nach den RTX-Grafikkarten von Nvidia mit Hardware-beschleunigter Raytracing-Berechnung ab der GeForce-20-Serie) startete im April 2020 in der Beta-Phase. Die vollständige Version wurde schließlich im Dezember 2020 veröffentlicht. Mit Stand 2024 ist Path-Tracing ausschließlich in unterstützten Welten, die kostenlos im spielinternen Minecraft Marketplace heruntergeladen werden können, mit einem Texturpaket, das auf der Website von Nvidia heruntergeladen werden kann, oder mit kompatiblen Texturpakteten von Drittanbietern aktivierbar; es kann nicht einfach standardmäßig mit jedem Texturpaket auf jeder Welt aktiviert werden. Laut Nvidia soll die Option allerdings in Zukunft auch direkt im Spiel aktiviert werden können. Zu Beginn war Minecraft RTX zudem von vielen Bugs und Darstellungsfehlern betroffen, von denen einige bis heute nicht behoben wurden.

### Musik und Gemälde

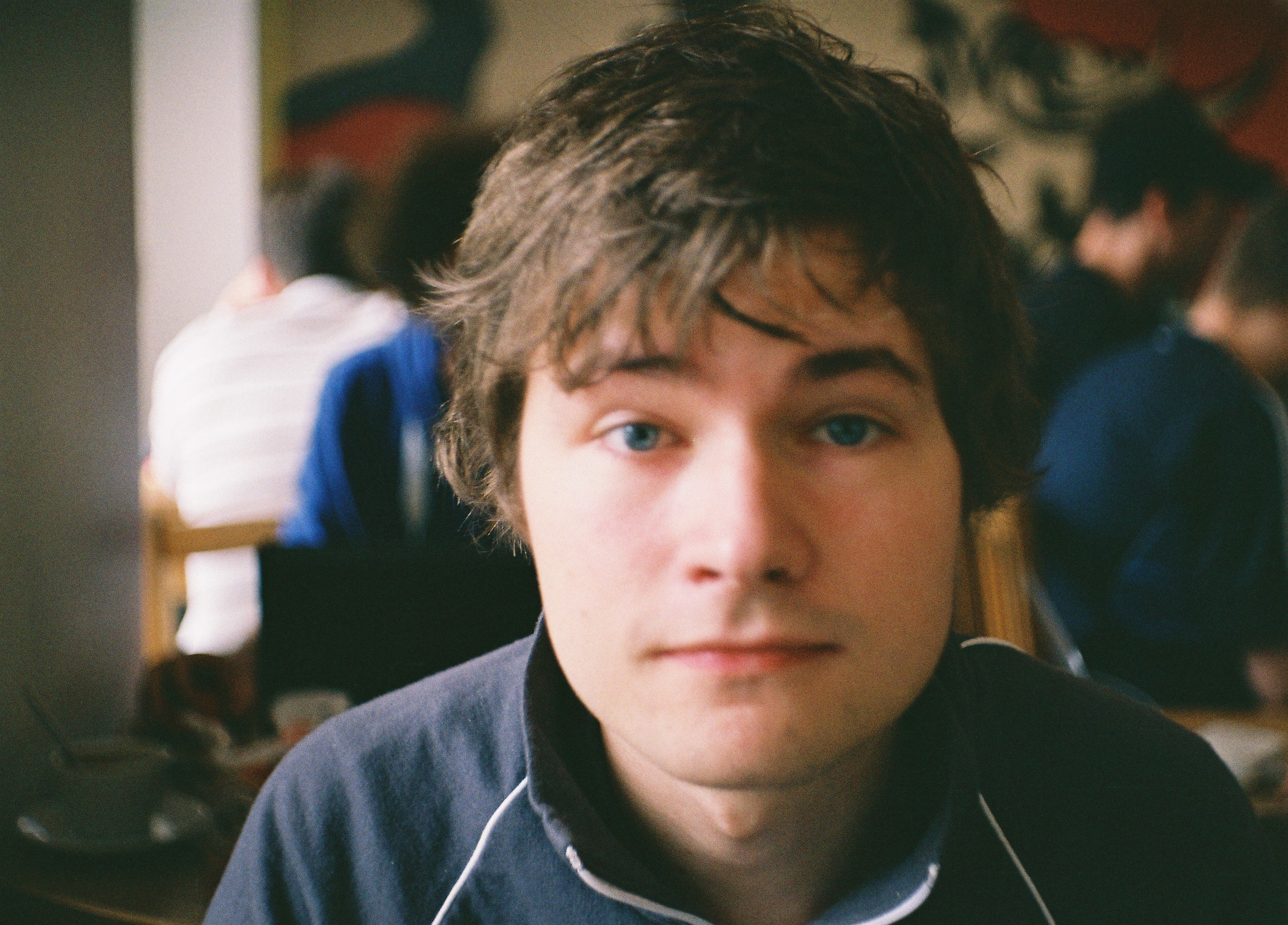
Daniel Rosenfeld, 2011

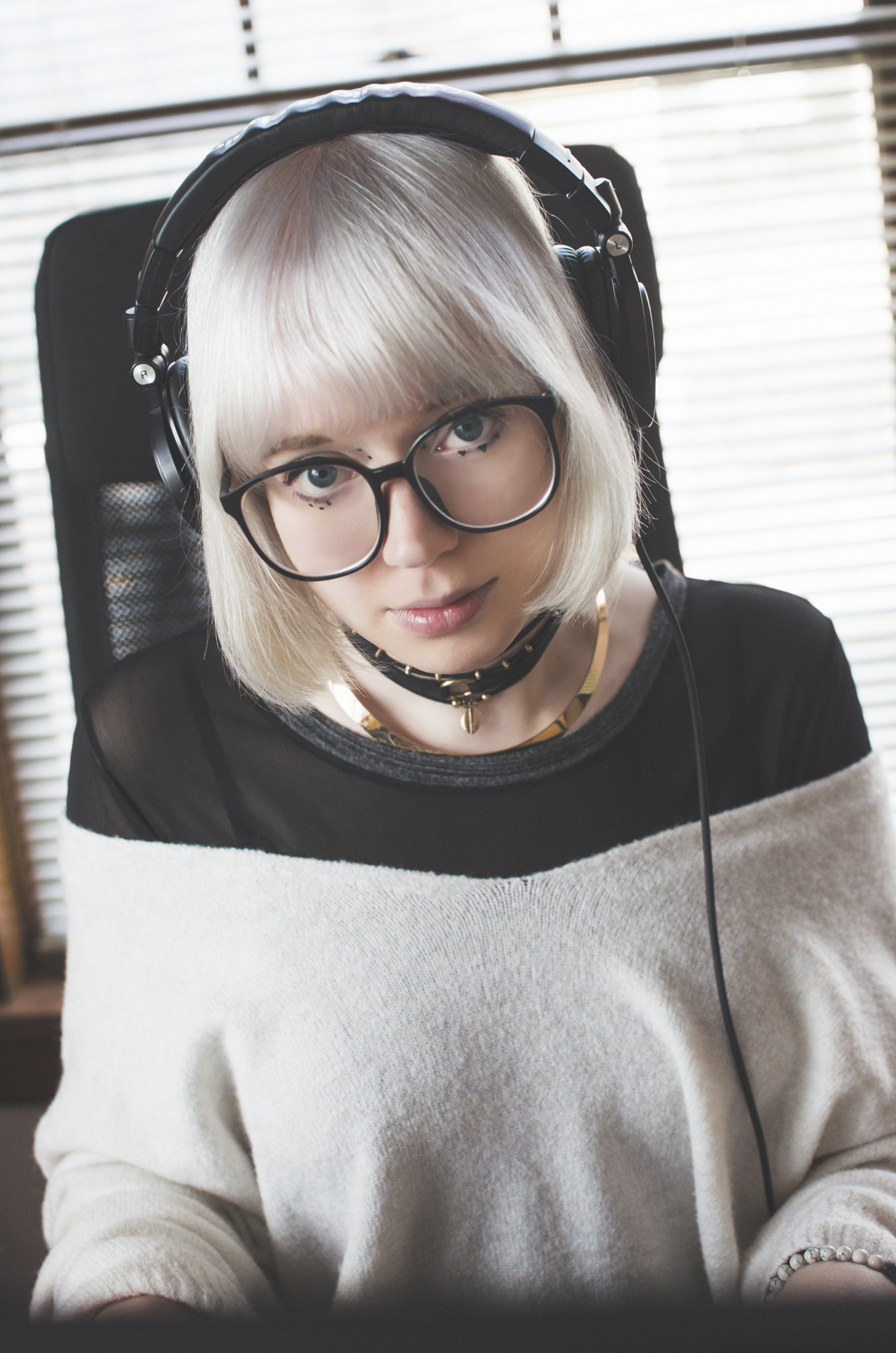
Lena Raine, 2018

Die ersten Soundtracks und Soundeffekte wurden vom deutschen Musiker Daniel Rosenfeld (alias C418) komponiert. Rosenfeld veröffentlichte sie separat in zwei Alben Minecraft – Volume Alpha (2011) und Minecraft – Volume Beta (2013). Mit dem Nether Update wurde 2020 erstmals Musik von Lena Raine in das Spiel aufgenommen, seitdem waren auch Kumi Tanioka, Samuel Åberg, Aaron Cherof und Gareth Coker komponierend für Minecraft tätig. Die Gemälde im Spiel sind Pixel-Art-Variationen von Ölgemälden des schwedischen Künstlers Kristoffer Zetterstrand.

### Versionsgeschichte
Diese Liste erhebt keinen Anspruch auf Vollständigkeit. Neuerungen bezüglich des Marketplace (Skins, Texturepacks) werden nicht gelistet.
Viele Versionen der Phasen Pre-Classic, Classic und Indev gelten als verloren.
| Versionsgeschichte der Java Edition | Versionsgeschichte der Java Edition    | Versionsgeschichte der Java Edition | Versionsgeschichte der Java Edition | Versionsgeschichte der Java Edition |                    |
| Status | Hauptversion                           | Version                             | Veröffentlichung                    | Wichtige Veränderungen |                    |
| --- | -------------------------------------- | ----------------------------------- | ----------------------------------- | --- | ------------------ |
| Pre-Classic | Classic 0.0.x                          | rd-131655                           | 13. Mai 2009                        | - Die Spielphysik von Minecraft, damals hieß es noch Cave Game, ist nach nur 3 Tagen Arbeit fertig. - Testvideo Cave game tech test wurde von Persson veröffentlicht. |                    |
| Pre-Classic | Classic 0.0.x                          | rd-132211                           | 13. Mai 2009                        | - Rudimentärer Level-Generator - Erstes Speicherdatei-Format - Blöcke können platziert und entfernt werden - Erster Test von Kreaturen |                    |
| Pre-Classic | Classic 0.0.x                          | rd-20090515                         | 15. Mai 2009                        | - Der Name wurde von Cave Game auf Minecraft: Order of the Stone geändert, mit der nächsten Version in Minecraft. - Erster Terrain-Generator. - Erde, Holzbretter und Bruchstein hinzugefügt. |                    |
| Classic | Classic 0.0.x                          | 0.0.2a                              | 16. Mai 2009                        | - Erste Version mit (offizieller) Versionsnummer. - Quellcode ist obfusziert. |                    |
| Classic | Classic 0.0.x                          | 0.0.11a                             | 17. Mai 2009                        | - Erste veröffentlichte Version von Minecraft als „Minecraft (alpha)“. |                    |
| Classic | Classic 0.0.x                          | 0.0.15a                             | 31. Mai 2009                        | - Bäume, neue Blöcke und Erze hinzugefügt. - Erster Mehrspieler-Test. |                    |
| Classic | Classic 0.0.x                          | 0.0.20                              | 20. Juni 2009                       | - Pilze, Goldblöcke, Wolle in 16 Farben, (Kreativ-)Inventar, Blumen und Pilze hinzugefügt. |                    |
| Classic | Classic 0.x                            | 0.24_SURVIVAL_TEST                  | 1. September 2009                   | - Erster Test des Überlebensmodus. - Kreativmodus vorübergehend entfernt. - Erste Monster, abgebaute Blöcke können in das Inventar aufgenommen werden. |                    |
| Classic | Classic 0.x                            | 0.30                                | 10. November 2009                   | - Schafe hinzugefügt. - Mit kostenlosem Account kann nicht mehr online gespeichert werden; stattdessen können erstellte Welten lokal gespeichert werden. - Letzte Aktualisierung für Minecraft Classic, diese Version konnte bis Mai 2016 auf Minecraft.net online gespielt werden. - Diese Version existiert in 2 Varianten, jeweils für Kreativmodus und Überlebensmodus. - Diese und die vorherigen Versionen werden im Juni 2010 rückwirkend in „Minecraft Classic“ umbenannt. |                    |
| Indev | Indev 0.31                             | 0.31                                | 23. Dezember 2009 – 5. Februar 2010 | - Erste kostenpflichtige Version von Minecraft. - Hauptmenü hinzugefügt. - Schwierigkeit ist einstellbar. - Crafting, neue Blöcke, Items und Tag/Nacht-Wechsel hinzugefügt. - Kreativmodus entfernt; dieser wird erst wieder mit der Version Beta 1.8 hinzugefügt. - Dynamisches Lichtsystem und neues Verhalten von Flüssigkeiten. |                    |
| Indev | -                                      | Minecraft Indev                     | 6. Februar 2010 – 23. Februar 2010  | - Gemälde, Öfen und Weizenanbau hinzugefügt. - Versionsnummer entfernt; diese wird erst mit Alpha 1.0.0 wiedereingeführt. |                    |
| Infdev | -                                      | Minecraft Infdev                    | 27. Februar 2010 – 30. Juni 2010    | - Einführung von unendlich großen Welten; Entfernung der Weltengrenze. - Einführung des Alpha Level Format zur Speicherung von Welten. - Infolge der Einführung unendlich großer Welten kommt es im Zusammenhang mit dem Levelgenerator erstmals zu einem Fehler namens Ferne Länder (engl. Far Lands), welcher zu den bekanntesten Fehlern in Minecraft gehört. |                    |
| Alpha | Alpha 1.0.x                            | 1.0.1                               | 30. Juni 2010                       | - Mit der Einführung des ersten Launchers wird Minecraft ab dieser Version als Java-Anwendung ausgeführt und kann auch offline gespielt werden; vorher wurde das Spiel als Java-Applet direkt im Browser gespielt. - Wiedereinführung von Versionsnummern. - Erste Redstone-Komponenten hinzugefügt. |                    |
| Alpha | Alpha 1.1.x                            | 1.1.0                               | 10. September 2010                  | - Monster im Mehrspieler-Modus. - Ducken, Kompasse und Angeln (ohne Funktion) hinzugefügt. |                    |
| Alpha | Alpha 1.2.x                            | 1.2.0                               | 30. Oktober 2010                    | Halloween-Update - „Nether“ und neue Monsterarten hinzugefügt. - Uhren, Glowstone und Fischerei hinzugefügt. |                    |
| Beta | Beta 1.0.x                             | 1.0                                 | 20. Dezember 2010                   | - Verbesserter Mehrspieler-Server. |                    |
| Beta | Beta 1.1.x                             | 1.1                                 | 22. Dezember 2010                   | - Laubzerfall wurde neuprogrammiert. |                    |
| Beta | Beta 1.2.x                             | 1.2                                 | 13. Januar 2011                     | - Neue Baumtypen, Blöcke und Crafting-Rezepte. |                    |
| Beta | Beta 1.3.x                             | 1.3                                 | 22. Februar 2011                    | - Es sind mehr als fünf Welten erstellbar. - Das Alpha Level Format wird durch das Region Format ersetzt. - Betten hinzugefügt. |                    |
| Beta | Beta 1.4.x                             | 1.4                                 | 31. März 2011                       | - Wölfe hinzugefügt. - Neues Logo für Minecraft. |                    |
| Beta | Beta 1.5.x                             | 1.5                                 | 19. April 2011                      | - Wechselndes Wetter hinzugefügt: Sonne, Schnee/Regen. - Antriebsschienen und Dedektorschienen hinzugefügt. |                    |
| Beta | Beta 1.6.x                             | 1.6                                 | 26. Mai 2011                        | - Landkarten und Falltüren hinzugefügt. - Nether funktioniert auch im Mehrspieler-Modus. |                    |
| Beta | Beta 1.7.x                             | 1.7                                 | 30. Juni 2011                       | - Scheren und Kolben hinzugefügt. |                    |
| Beta | Beta 1.8.x                             | 1.8                                 | 14. September 2011                  | Adventure Update (Teil 1) - neue Nahrungsmittel. - Hungerleiste, Sprinten, Erfahrungspunkte und Statuseffekte hinzugefügt. - Neue Monster. - Dörfer (ohne Bewohner), Minen und Festungen (ohne Endportale) hinzugefügt. - Kreativmodus wieder hinzugefügt. - Ferne Länder entfernt. |                    |
| Release | 1.0.x                                  | 1.0.0                               | 18. November 2011                   | - Offizielle Veröffentlichung von Minecraft Adventure Update (Teil 2) - Dorfbewohner und neue Monster hinzugefügt. - Gegenstände können verzaubert werden. - Braustände und Tierzucht hinzugefügt. - Netherfestungen und Endportale hinzugefügt - „Ende“ genannte Dimension, in der gegen den Enderdrachen gekämpft werden muss, hinzugefügt. - Abspann hinzugefügt. - Neuer Spielmodus: Hardcore |                    |
| Release | 1.1.x                                  | 1.1                                 | 12. Januar 2012                     | - Minecraft ist in 56 Sprachen verfügbar. - Spawn-Eier und Flachland-Welten hinzugefügt |                    |
| Release | 1.2.x                                  | 1.2.1                               | 1. März 2012                        | - Dorfbewohner und Hunde agieren schlauer. - Es gibt Kriege zwischen Zombies und Dorfbewohnern. - Ozelote, Katzen und Eisengolems hinzugefügt. - Das Region Format wurde durch das Anvil Format ersetzt. - Gesamthöhe von Minecraft-Welten von 128 auf 256 Blöcke erhöht. |                    |
| Release | 1.3.x                                  | 1.3.1                               | 1. August 2012                      | - Pyramiden, Dschungeltempel, Kartentyp „Große Biome“ und Handel mit NPCs hinzugefügt. - Neuer Spielmodus: Abenteuermodus - Kreativ-Inventar, Menü und Übersetzungen überarbeitet - Demo-Modus hinzugefügt. - Befehle können nun im Einzelspieler-Modus eingegeben werden. - Einzelspieler-Welten als eigene Server, sodass es möglich ist mit anderen Spieler in einem Local Area Network zusammen zu spielen - Hardcore-Modus ist auch im Mehrspieler-Modus verfügbar. - Version 1.3 wurde aufgrund von Problemen nicht veröffentlicht. |                    |
| Release | 1.4.x                                  | 1.4.2                               | 25. Oktober 2012                    | Pretty Scary Update - Neue Monster und Gegenstände - Befehlsblöcke, Ambosse und Leuchtfeuer hinzugefügt - Wither, Wither-Skelette und Hexen hinzugefügt - Rahmen hinzugefügt New Years Update - Feuerwerke hinzugefügt und Erweiterung des Verzauberungsystems - Versionen 1.4, 1.4.1 und 1.4.3 wurden aufgrund von Problemen nicht veröffentlicht. |                    |
| Release | 1.5.x                                  | 1.5                                 | 13. März 2013                       | Redstone Update - Neue Redstone-Komponenten - Netherquarz und entsprechende Blöcke hinzugefügt - Überarbeitetes Renderingsystem |                    |
| Release | 1.6.x                                  | 1.6.1                               | 1. Juli 2013                        | Horse Update - Neuer Minecraft-Launcher - Texturenpakete durch Ressourcenpakete ersetzt - Neue Kreaturen - Pferde, Esel und Maultiere hinzugefügt. - Keine Unterstützung von Java 5 und PowerPC mehr - Version 1.6.2 wurde aufgrund von Problemen nicht veröffentlicht. |                    |
| Release | 1.7.x                                  | 1.7.2                               | 25. Oktober 2013                    | The Update that changed the world - Neue Biome - Neue Blöcke - Neue Befehle - Verbesserungen am Ressourcenpaket-System - Neue Optionen - Weltenbegrenzung wieder hinzugefügt. - Fehlerkorrekturen |                    |
| Release | 1.7.x                                  | 1.7.5                               | 26. Februar 2014                    | - Minecraft Realms in anderen Ländern verfügbar - Fehlerkorrekturen |                    |
| Release | 1.7.x                                  | 1.7.6                               | 9. April 2014                       | - Unterstützung für Namensänderungen durch Umstellung auf UUIDs für Spieler |                    |
| Release | 1.7.x                                  | 1.7.9                               | 14. April 2014                      | - Neues Skin-System - Fehlerkorrekturen - Minecraft Realms weltweit verfügbar |                    |
| Release | 1.7.x                                  | 1.7.10                              | 26. Juni 2014                       | - Neue Funktionen für Minecraft Realms, wie Spieleraktivitätsanzeige, Möglichkeiten zum Weltenupload und zu Welt- und Servereinstellungen - Fehlerkorrekturen - Minecraft-Realms-Versionen von Minecraft-Versionen getrennt |                    |
| Release | 1.8.x                                  | 1.8                                 | 2. September 2014                   | The Bountiful Update - Neuer Modus („Beobachtermodus“): Die Spielfigur ist für andere Spieler, die nicht im Beobachtermodus sind, unsichtbar, kann durch Wände gehen (No Clipping) und sich zu den anderen Spielfiguren teleportieren. Auch ist sein Interface (Inventar und Fadenkreuz) deaktiviert. Außerdem kann er durch Linksklick auf einen NPC oder Spielfiguren deren Sicht übernehmen. - Der Schwierigkeitsgrad kann für jede Welt einzeln festgelegt und gesperrt werden, so dass er nur noch mit dem Befehl /difficulty geändert werden kann. - Neue Befehle: /title lässt einen Schriftzug auf dem Bildschirm erscheinen, bspw. um in Adventure-Maps einen neuen Abschnitt einzuläuten, /entitydata kann nachträglich NBT-Tags von Entities und /blockdata die eines bestimmten Blocks verändern, /replaceitem kann das Inventar von NPCs, Spielfiguren und Container-Blöcken (Kisten, Öfen usw.) bearbeiten. - Neues Block- und Gegenstandsmodell: Ressourcenpakete können nun 3D-Modelle für Blöcke definieren. Mit den Befehlen /fill und /clone lassen sich die Blöcke bestimmter Regionen bearbeiten. - Neue Kreaturen: Kaninchen, Killerkaninchen, Wächter, Boss-Wächter - Neue Strukturen: Ozeanmonumente - Debug-Modus hinzugefügt - Neue Gegenstände - Neue Blöcke - Neues Skinsystem: Linke und rechte Extremitäten können nun einzeln geändert werden, die bisher lediglich für den Kopf verfügbare Overlay-Schicht ist nun für jeden Körperteil vorhanden. Im neuen Menüpunkt „Skin Customization“ lässt sich das Overlay für jedes Körperteil einzeln an- und abschalten. - Monsterspawner können nun mittels Spawn-Eiern auf andere Monster umgestellt werden. |                    |
| Release | 1.8.x                                  | 1.8.1                               | 24. November 2014                   | - Grafikeinstellung für Wolken Schnell/Schön/Aus hinzugefügt und von den allgemeinen Grafikeinstellungen entkoppelt - Schatten von Objekten wie Spielfiguren, Lebewesen oder Gegenständen an- und ausschaltbar - Neue sogenannte Spielregel (Grundeinstellung zur Welt) doEntityDrops, gibt an, ob beim Zerstören von Objekten Gegenstände droppen |                    |
| Release | 1.8.x                                  | 1.8.2                               | 19. Februar 2015                    | - Es werden ab dieser Version mehr Informationen in den Statistiken erfasst. - Bei der Debug-Anzeige gibt es neu die Möglichkeit, mit Hilfe einer Tastenkombination (Alt+F3) ein FPS-Diagramm über die Zeit anzeigen zu lassen. |                    |
| Release | 1.8.x                                  | 1.8.3                               | 20. Februar 2015                    | - Ein ungenannter Fehler in der Serverversion 1.8.2 wurde durch diese schnell folgende Version behoben. |                    |
| Release | 1.8.x                                  | 1.8.4                               | 17. April 2015                      | - Sicherheitslücken geschlossen |                    |
| Release | 1.8.x                                  | 1.8.6                               | 22. Mai 2015                        | - Sicherheitslücken geschlossen und allgemeine Fehlerbehebung |                    |
| Release | 1.8.x                                  | 1.8.7                               | 5. Juni 2015                        | - Sicherheitslücken geschlossen |                    |
| Release | 1.8.x                                  | 1.8.8                               | 27. Juli 2015                       | - Sicherheitslücken geschlossen und allgemeine Fehlerbehebung |                    |
| Release | 1.8.x                                  | 1.8.9                               | 9. Dezember 2015                    | - Verbesserungen bzgl. Minecraft Realms und allgemeine Fehlerbehebung |                    |
| Release | 1.9.x                                  | 1.9                                 | 29. Februar 2016                    | The Combat Update - Schilde hinzugefügt - Gegenstände können jetzt in beiden Händen getragen werden - Alle Werkzeuge, die als Waffen fungieren, haben eine neue Eigenschaft „Angriffsgeschwindigkeit“ - Diese bestimmt, wie schnell man hintereinander mit derselben Waffe schlagen kann - Wartet man nicht, bis sich die Waffe wieder vollständig „aufgeladen“ hat, verursacht man weniger Schaden - Neue Nahrungsmittel: Rote Bete und Choruspflanzen - Das Ende wurde erweitert - Der Enderdrache speit Drachenatem, der in Flaschen abgefüllt und zu Verweiltränken verarbeitet werden kann, die wiederum zu getränkten Pfeilen (Pfeile, die eine bestimmte Trankwirkung verursachen) verarbeitet werden können. Drachenatem macht Schaden. - Endkristalle können gecraftet werden - Der Enderdrache kann nach seinem Tod neu beschworen werden - Nach dem (ersten) Tod des Enderdrachen entsteht ein Endtransitportal; dieses teleportiert die Spielfigur zu den neuen Endinseln mit Choruspflanzen und Endsiedlungen - Neue feindliche Kreatur: Shulker (verteidigt die Endsiedlungen) - Neue Ausrüstung: Elytren (erhält man in einem Schiff in einer Endsiedlung; ermöglicht das sanfte Herabgleiten aus einer Höhe, ohne dabei Fallschaden zu bekommen) - Konstruktionsblöcke hinzugefügt; diese dienen jedoch nur internen Zwecken bei der Weltengenerierung und haben für den Spieler keine Funktion. |                    |
| Release | 1.9.x                                  | 1.9.1                               | 30. März 2016                       | - Allgemeine Fehlerbehebung |                    |
| Release | 1.9.x                                  | 1.9.2                               | 30. März 2016                       | - Allgemeine Fehlerbehebung |                    |
| Release | 1.9.x                                  | 1.9.3                               | 10. Mai 2016                        | - Allgemeine Fehlerbehebung |                    |
| Release | 1.10.x                                 | 1.10                                | 8. Juni 2016                        | The Frostburn Update - Neue Blöcke - Neue Kreaturen: Eisbären, Wüstenzombie, Eiswanderer - Fossile - Konstruktionsblöcke können von Spielern benutzt werden. - Konstruktionsleeren hinzugefügt |                    |
| Release | 1.10.x                                 | 1.10.1                              | 22. Juni 2016                       | - Fehlerbehebungen - Ackerboden ist nun einen 15⁄16 Block hoch |                    |
| Release | 1.10.x                                 | 1.10.2                              | 23. Juni 2016                       | - Fehlerkorrekturen |                    |
| Release | 1.11.x                                 | 1.11                                | 14. November 2016                   | Exploration Update - Neue Blöcke - Neue Kreaturen: Lamas, Diener, Magier, Plagegeister - Schatzkarten hinzugefügt - Sind Karten, die für das Finden von Ozeanmonumenten und Waldanwesen konzipiert sind - Waldanwesen - Generiert in dichtem Wald |                    |
| Release | 1.11.x                                 | 1.11.1                              | 20. Dezember 2016                   | - Eisenklumpen hinzugefügt - Verzauberung Schwungkraft hinzugefügt - Fehlerkorrekturen |                    |
| Release | 1.11.x                                 | 1.11.2                              | 21. Dezember 2016                   | - Fehlerkorrekturen |                    |
| Release | 1.12.x                                 | 1.12                                | 7. Juni 2017                        | The World of Color Update - Neue Blöcke: Keramik, Beton - Neue Kreaturen: Illusionisten, Papageien - Neue Farbpalette - Erfolge durch Fortschritte ersetzt - Rezeptbuch hinzugefügt - Sprachausgabe hinzugefügt - In-Game-Spieleinführung hinzugefügt - Weitere Änderungen und Fehlerkorrekturen |                    |
| Release | 1.12.x                                 | 1.12.1                              | 3. August 2017                      | - Fehlerkorrekturen |                    |
| Release | 1.12.x                                 | 1.12.2                              | 18. September 2017                  | - Umbenennung von Minecraft in Minecraft: Java Edition - Fehlerkorrekturen |                    |
| Release | 1.13.x                                 | 1.13                                | 18. Juli 2018                       | Update Aquatic - Neue Wasserphysik - Neue Wassertiere und Pflanzen - The Flattening genannte grundlegende Überarbeitung der Datenwerte von Minecraft |                    |
| Release | 1.13.x                                 | 1.13.1                              | 22. August 2018                     | - Einige Unterwasser-Änderungen - Neuer Befehl: /forceload - Fehlerkorrekturen |                    |
| Release | 1.13.x                                 | 1.13.2                              | 22. Oktober 2018                    | - Performance-Verbesserungen - Fehlerkorrekturen |                    |
| Release | 1.14.x                                 | 1.14                                | 23. April 2019                      | Village and Pillage - Überarbeitung der meisten Texturen im Zuge des Texture Update - Neue Blöcke - Neue Kreaturen: Illager-Bestie, Pandas, Pillagers - Bambuswälder und Pillager-Vorposten hinzugefügt - Neue Befehle: /loot und /schedule - Neue Fortschritte |                    |
| Release | 1.14.x                                 | 1.14.1                              | 13. Mai 2019                        | - Fehlerkorrekturen |                    |
| Release | 1.14.x                                 | 1.14.2                              | 27. Mai 2019                        | - Fehlerkorrekturen |                    |
| Release | 1.14.x                                 | 1.14.3                              | 24. Juni 2019                       | - Fehlerkorrekturen |                    |
| Release | 1.14.x                                 | 1.14.4                              | 19. Juli 2019                       | - Fehlerkorrekturen |                    |
| Release | 1.15.x                                 | 1.15                                | 10. Dezember 2019                   | Buzzy Bees - Neue Blöcke: Bienennester, Bienenstöcke und Honigblöcke - Neue Kreatur: Bienen |                    |
| Release | 1.15.x                                 | 1.15.1                              | 16. Dezember 2019                   | - Fehlerkorrekturen |                    |
| Release | 1.15.x                                 | 1.15.2                              | 21. Januar 2020                     | - Fehlerkorrekturen |                    |
| Release | 1.16.x                                 | 1.16                                | 23. Juni 2020                       | Nether Update - Neue Biome im Nether: Seelensandtal, Karmesinwald, Wirrwald, Basaltdeltas - Blöcke für die neuen Biome - Neue Kreaturen: Piglins, Zombifizierte Piglins (vorher Schweinezombies), Hoglins, Schreiter - Neues Material für Werkzeuge und Rüstung: Netherit |                    |
| Release | 1.16.x                                 | 1.16.1                              | 24. Juni 2020                       | - Fehlerkorrekturen |                    |
| Release | 1.16.x                                 | 1.16.2                              | 11. August 2020                     | - Neue Kreatur: Piglin-Barbar - Daraufhin erschienen drei Aktualisierungen 1.16.3 bis 1.16.5 mit Fehlerkorrekturen. |                    |
| Release | 1.17.x                                 | 1.17                                | 8. Juni 2021                        | Caves and Cliffs: Part I - Neue Blöcke in Höhlen: Schiefer, Tropfsteine, Amethyst - Kupfererz und daraus herstellbare Gegenstände - Neue Kreaturen: Axolotl, leuchtender Tintenfisch und Ziegen |                    |
| Release | 1.17.x                                 | 1.17.1                              | 6. Juli 2021                        | - Fehlerkorrekturen |                    |
| Release | 1.18.x                                 | 1.18                                | 30. November 2021                   | Caves and Cliffs: Part II - Höhlenbiome - Höhere Berge - Tiefere und größere Höhlen - Neue Musik-Disk - Neue Tracks |                    |
| Release | 1.18.x                                 | 1.18.1                              | 10. Dezember 2021                   | - Fehlerkorrekturen |                    |
| Release | 1.18.x                                 | 1.18.2                              | 28. Februar 2022                    | - Fehlerkorrekturen |                    |
| Release | 1.19.x                                 | 1.19                                | 7. Juni 2022                        | The Wild Update - Neue Biome: Deep Dark und Mangroven-Sümpfe - Neue Kreaturen: Warden, Kaulquappen, Hilfsgeister und Frösche - Neue Blöcke: Skulks, Boot mit Truhe und Mangroven-Holz und die daraus erzeugten Gegenstände |                    |
| Release | 1.19.x                                 | 1.19.1                              | 27. Juli 2022                       | - Fehlerkorrekturen |                    |
| Release | 1.19.x                                 | 1.19.2                              | 5. August 2022                      | - Fehlerkorrekturen |                    |
| Release | 1.19.x                                 | 1.19.3                              | 7. Dezember 2022                    | - Neue Standard-Skins - Neue Geräusche für verschiedene Holztypen - Fehlerkorrekturen |                    |
| Release | 1.19.x                                 | 1.19.4                              | 14. März 2023                       | - Pferdezucht überarbeitet - Fehlerkorrekturen |                    |
| Release | 1.20.x                                 | 1.20                                | 7. Juni 2023                        | Trails & Tales - Neues Biom: Kirschberghain - Neue Kreaturen: Dromedar, Schnüffler - Neue Blöcke: Bambusvarianten, Kirsch-Holz und die daraus erzeugten Gegenstände, gearbeitetes Bücherregal, verzierter Krug, Hängeschilder, Piglinkopf, Schnüffler-Ei, seltsamer Sand, Fackellilie - Neue Gegenstände: Pinsel, Töpferscherbe, Schmiedevorlage |                    |
| Release | 1.20.x                                 | 1.20.1                              | 12. Juni 2023                       | - Fehlerkorrekturen |                    |
| Release | 1.20.x                                 | 1.20.2                              | 21. September 2023                  | - Spieler können für ihren Namen oder Skin im Spiel gemeldet werden - Fehlerkorrekturen |                    |
| Release | 1.20.x                                 | 1.20.3                              | 5. Dezember 2023                    | Bats and Pots - Funktionsweise des Krugs überarbeitet - Aussehen von Fledermäusen überarbeitet |                    |
| Release | 1.20.x                                 | 1.20.4                              | 7. Dezember 2023                    | - Fehlerkorrekturen |                    |
| Release | 1.20.x                                 | 1.20.5                              | 23. April 2024                      | Armored Paws - Neue Kreatur: Gürteltier - Neue Gegenstände: Gürteltier-Hornschild, Wolfspanzer - Wölfe überarbeitet (es gibt 9 unterschiedliche Varianten) |                    |
| Release | 1.20.x                                 | 1.20.6                              | 29. April 2024                      | - Fehlerkorrekturen |                    |
| Release | 1.21.x                                 | 1.21                                | 13. Juni 2024                       | Tricky Trials - Neue Kreaturen: Böe, Sumpfskellet - Neue Struktur: Trial Chambers - Neue Blöcke: Crafter, Trial-Spawner, diverse Kupferblöcke, Tuffstein - Neue Gegenstände: Mace, Windkugel, Unheilvolle Flasche, Unheilvoller Prüfungsschlüssel, 20 neue Gemälde, 2 Rüstungsbesätze, 4 neue Pfeilvarianten, 3 Töpferscherben, 4 neue Tränke, 1 neue Schatzkarte, Böenrute - Neue Musik-Disks - Neue Tracks |                    |
| Release | 1.21.x                                 | 1.21.1                              | 8. August 2024                      | - Fehlerkorrekturen |                    |
| Release | 1.21.x                                 | 1.21.2                              | 22. Oktober 2024                    | Bundles of Bravery - Neuer Gegenstand: Bündel |                    |
| Release | 1.21.x                                 | 1.21.3                              | 23. Oktober 2024                    | - Fehlerkorrekturen |                    |
| Release | 1.21.x                                 | 1.21.4                              | 3. Dezember 2024                    | The Garden Awakens - Neue Kreatur: Knarz - Neues Biom: Blasser Garten - Neue Blöcke: Knarzherz, sämtliche Holzblöcke aus Blasseichenholz, Harzblöcke - Neuer Gegenstand: Harzziegel |                    |
| Release | 1.21.x                                 | 1.21.5                              | 25. März 2025                       | Spring to Life - Neue Variationen von Schweinen, Kühen und Hühnern - Spawn-Eier überarbeitet - Laubpartikel hinzugefügt - Neue Blöcke: Laubhaufen, Wildblumen, Glühwürmchenbusch, Busch, Hohes Trockengras, Niedriges Trockengras, Kaktusblüte |                    |
| |                                        | 1.21.6                              | 17. Juni 2025                       | Chase the Skies - Neue Kreatur: Ghastlein und Glücklicher Ghast - Neuer Block: ausgetrockneter Ghast - Neue Gegenstände: Geschirr zum Reiten eines glücklichen Ghasts - Ortungsleiste hinzugefügt, die andere Spieler auf Servern anzeigt |                    |
| |                                        | 1.21.7                              | 30. Juni 2025                       | - neues Gemälde hinzugefügt |                    |
| |                                        | 1.21.8                              | 17. Juli 2025                       | - Fehlerkorrekturen |                    |
| \| Legende: \| Ältere Version; nicht mehr unterstützt \| Ältere Version; noch unterstützt \| Aktuelle Version \| Aktuelle Vorabversion \| Zukünftige Version \| |                                        |                                     |                                     | |                    |
| Legende: | Ältere Version; nicht mehr unterstützt | Ältere Version; noch unterstützt    | Aktuelle Version                    | Aktuelle Vorabversion | Zukünftige Version |

| 1.2.x | 1.2.0                                  | 20. September 2017                  | Better Together Update - Integration von Windows 10 Edition, Gear VR Edition und Xbox One Edition – Neues Logo - Neue Blöcke: gefärbtes Glas, grobe Erde, Banner, Plattenspieler - Neue Gegenstände: Feuerwerk, Rüstungsständer, Schalplatten, Buch und Feder, Spawn-Eier für Papagei und Dorfbewohnerzombie - Rezeptbuch hinzugefügt - Neue Kreatur: Papagei - Befehl /tickingarea hinzugefügt (Aktualisiert Bereiche auch dann, wenn keine Spielfiguren in der Nähe sind) - Spielerberechtigungen hinzugefügt - Neue Weltoptionen |                       |                    |
| 1.2.x | 1.2.1                                  | 26. September 2017                  | - Grafikveränderungen im Inventar |                       |                    |
| 1.2.x | 1.2.2                                  | 4. Oktober 2017                     | - Fehlerkorrekturen |                       |                    |
| 1.2.x | 1.2.3                                  | 18. Oktober 2017                    | - Gamepad-Steuerung Überarbeitet |                       |                    |
| 1.2.x | 1.2.5                                  | 21. November 2017                   | - Kreativinvetar kann nun im Vollbild betrachtet werden |                       |                    |
| 1.2.x | 1.2.6                                  | 6. Dezember 2017                    | - Aussehen von Pferden, Eseln und Maultieren überarbeitet |                       |                    |
| 1.2.x | 1.2.7                                  | 14. Dezember 2017                   | - Fehlerkorrekturen |                       |                    |
| 1.2.x | 1.2.8                                  | 18. Dezember 2017/19. Dezember 2017 | - Fehlerkorrekturen |                       |                    |
| 1.2.x | 1.2.9                                  | 16. Januar 2018                     | - Tiere werden öfters generiert |                       |                    |
| 1.2.x | 1.2.10                                 | 7. Februar 2018                     | - Mehr zur Auswahl stehende Einstellungen |                       |                    |
| 1.2.x | 1.2.11                                 | 8. März 2018                        | - Fehlerkorrekturen |                       |                    |
| 1.2.x | 1.2.13                                 | 3. April 2018                       | - Folgende Verzauberungen wurden hinzugefügt: Entladung, Treue, Sog und Harpune - Entrindetes Holz, Prismarinblöcke in allen Variationen hinzugefügt - Dreizack und Ertrunkene hinzugefügt - Marketplace verbessert |                       |                    |
| 1.2.x | 1.2.14                                 | 5. April 2018                       | - Fehlerkorrekturen |                       |                    |
| 1.2.x | 1.2.15                                 | 12. April 2018                      | - Fehlerkorrekturen |                       |                    |
| 1.2.x | 1.2.16                                 | 19. April 2018                      | - Fehlerkorrekturen |                       |                    |
| 1.4.x | 1.4.0                                  | 16. Mai 2018                        | Update Aquatic (Teil 1) - Neue Wasserphysik - Neue Blöcke: Korallen(Farbvariationen), Seefächer(Farbvariationen), Seefächer(abgestorben), Korallenblöcke(Farbvariationen), Korallenblöcke(abgestorben), Seetang, getrockneter Seetangblock, Seegras und Hohes Seegras, Blaueis, Knopf in allen 6 Holzvarianten, Druckplatte in allen 6 Holzvarianten, Falltür in allen 6 Holzvarianten, Geschnitzter Kürbis - Neue Gegenstände: Getrockneter Seetang, Schatzkarte, Tropenfisch-Spawn-Ei, Kabeljau-Spawn-Ei, Lachs-Spawn-Ei, Kugelfisch-Spawn-Ei - Dem Weltengenerator wurden neue Biome hinzugefügt und Bauwerke |                       |                    |
| 1.4.x | 1.4.1                                  | 17. Mai 2018                        | - Fehlerkorrekturen |                       |                    |
| 1.4.x | 1.4.2                                  | 23. Mai 2018                        | - Fehlerkorrekturen |                       |                    |
| 1.4.x | 1.4.3                                  | 5. Juni 2018                        | - Fehlerkorrekturen |                       |                    |
| 1.4.x | 1.4.4                                  | 7. Juni 2018                        | - Fehlerkorrekturen |                       |                    |
| 1.5.x | 1.5.0                                  | 10. Juli 2018                       | Update Aquatic (Teil 2) - Neue Kreaturen: Schildkröten, Ertrunkener - Neue Gegenstände: Schildkrötenpanzer und Hornschild, Trank des Schildkrötenmeisters, Nautilusschalen, Aquisator - Blasensäulen hinzugefügt - Neue Erfolge hinzugefügt |                       |                    |
| 1.5.x | 1.5.1                                  | 19. Juli 2018/20. Juli 2018         | - Fehlerkorrekturen |                       |                    |
| 1.5.x | 1.5.2                                  | 24. Juli 2018/25. Juli 2018         | - Fehlerkorrekturen |                       |                    |
| 1.5.x | 1.5.3                                  | 7. August 2018                      | - Fehlerkorrekturen |                       |                    |
| 1.6.x | 1.6.0                                  | 28. August 2018                     | - Neue Kreatur: Phantom - Neuer Block: Barriere - Änderungen für Controller |                       |                    |
| 1.6.x | 1.6.1                                  | 17. September 2018                  | - Fehlerkorrekturen |                       |                    |
| 1.6.x | 1.6.2                                  | 1. Oktober 2018                     | - Fehlerkorrekturen (Aktualisierung nur für iOS) |                       |                    |
| 1.7.x | 1.7.0                                  | 15. Oktober 2018                    | - Anzeigetafel im Experimentelles Gameplay hinzugefügt - Befehl /gamerule commandblocksenabled hinzugefügt - Es können jetzt alle Nahrungsmittel gegessen werden, während sich der Spieler im Kreativmodus befindet oder wenn der Schwierigkeitsgrad auf Friedlich eingestellt ist |                       |                    |
| 1.7.x | 1.7.1                                  | 7. November 2018                    | - Fehlerkorrekturen (Aktualisierung nur für Windows 10 und Xbox One) |                       |                    |
| 1.8.x | 1.8.0                                  | 11. Dezember 2018                   | - Neue Kreaturen: Pandas, Katzen - Neue Blöcke: Gerüst, Bambus (wächst nicht natürlich) - Neue Erfolge hinzugefügt |                       |                    |
| 1.8.x | 1.8.1                                  | 17. Dezember 2018/8. Januar 2019    | - Fehlerkorrekturen |                       |                    |
| 1.9.x | 1.9.0                                  | 5. Februar 2019                     | - Neue Gegenstände: Holzschilder in allen Holzsorten, Kornblume, Maiglöckchen, Armbrust - Neue Verzauberungen: Durchbohrung, Mehrfachschuss, Schnellladen - Folgende Blöcke erhielten Stufen, Treppen und Mauern: Granit, Diorit, Andesit, Bemooster Steinziegel, Endstein, Roter Netherziegel - Folgende Blöcke erhielten nur Stufen und Treppen: Stein, Bemooster Bruchstein, Glatter Sandstein, Glatter Roter Sandstein, Glatter Quarz, Polierter Granit, Polierter Diorit, Polierter Andesit - Neue Wände: Glatter Stein, Sandstein, Roter Sandstein, Steinziegel, Netherziegel, Prismarin - Im Ladebildschirm werden nun Tipps über Minecraft angezeigt - Feedback-Knopf im Lademenü hinzugefügt - Bambus wächst nun natürlich |                       |                    |
| 1.10.x | 1.10.0                                 | 19. März 2019                       | - Neue Texturen (nicht für alle Blöcke und Gegenstände, Einige werden bis 1.11 überarbeitet) - Neue Gegenstände: Webstuhl, Schilde, Laterne, Lesepult - Neue Kreatur: Plünderer - Neuer Erfolg: Frucht des Webstuhls - Absterbende Blätter lassen neben Setzlingen manchmal Stöcke fallen |                       |                    |
| 1.10.x | 1.10.1                                 | 27. März 2019                       | - Fehlerkorrekturen (Aktualisierung nur für Windows 10) |                       |                    |
| 1.11.x | 1.11.0                                 | 23. April 2019                      | Village & Pillage - Neue Dörfer ersetzen alte Dörfer in allen neu generierten Welten. - Dorfbewohner haben ein neues Aussehen, das an das Biom, in dem sie generiert werden und an ihren Beruf angepasst ist - Dorfbewohner haben eine neue Verhaltensweise (gleiches gilt für Zombiedorfbewohner) - Dorfbewohner haben ein neues Handelssystem - Plündereraußenposten hinzugefügt - Neue Kreaturen: Wandernder Händler, Plündererhauptmann, Verwüster - Überfälle und Patrouillen hinzugefügt - Neue Gegenstände: Glocken, Lagerfeuer, süße Beeren - Neues Biom: Bambuswald - Neue Erfolge hinzugefügt - Neue Texturen (Blöcke und Gegenstände, die nicht aktualisiert worden sind) |                       |                    |
| 1.11.x | 1.11.1                                 | 26. April 2019/2. Mai 2019          | - Fehlerkorrekturen |                       |                    |
| 1.11.x | 1.11.2                                 | 2. Mai 2019                         | - Fehlerkorrekturen (Aktualisierung nur für Xbox One) |                       |                    |
| 1.11.x | 1.11.3                                 | 17. Mai 2019                        | - Fehlerkorrekturen |                       |                    |
| 1.11.x | 1.11.4                                 | 23. Mai 2019                        | - Fehlerkorrekturen |                       |                    |
| 1.12.x | 1.12.0                                 | 9. Juli 2019                        | - Neuer Menü-Hintergrund - Während eines Überfalls sind die Kreaturengeräusche lauter und häufiger |                       |                    |
| 1.12.x | 1.12.1                                 | 2. September 2019                   | - Fehlerkorrekturen |                       |                    |
| 1.13.x | 1.13.0                                 | 29. Oktober 2019                    | - Neue Kreaturen: Füchse, brauner Mooshroom - Neuer Block: Lichblock - Neue Gegenstände: Witherrose, verdächtiger Eintopf, 5 tote Korallenarten - Neuer Erfolg: Suppenkasper - Verlassene Dörfer hinzugefügt - Wenn Notenblöcke über bestimmte Blöcke gesetzt werden, ertönt nun ein individuelles Geräusch für jeden dieser Blöcke (Eisenblock, Glowstone, Goldblock, Heuballen, Knochenblock, Kürbis, Packeis, Seelensand, Smaragd, Ton, Wolle) - Rahmen können nun auch am Boden und an der Decke platziert werden - Der „Charakter Creator“ ist nun verfügbar |                       |                    |
| 1.13.x | 1.13.1                                 | 12. November 2019                   | - Fehlerkorrekturen |                       |                    |
| 1.13.x | 1.13.2                                 | 14. November 2019                   | - Fehlerkorrekturen (Aktualisierung nur für iOS) |                       |                    |
| 1.13.x | 1.13.3                                 | 20. November 2019                   | - Fehlerkorrekturen (Aktualisierung nur für iOS) |                       |                    |
| 1.14.x | 1.14.0                                 | 10. Dezember 2019                   | Buzzy Bees - Neue Kreatur: Biene - Neue Blöcke: Honigblock, Honigwabenblock, Bienennest, Bienenstock - Neue Erfolge: Klebrige Angelegenheit, Kompletter Summzug, Biene-venu - Neuer Menü-Hintergrund - Es können nun Eisbären, Papageien, Ozelots und Delfine angeleint werden |                       |                    |
| 1.14.x | 1.14.1                                 | 10. Dezember 2019                   | - Fehlerkorrekturen |                       |                    |
| 1.14.x | 1.14.20                                | 28. Januar 2020                     | - Fehlerkorrekturen |                       |                    |
| 1.14.x | 1.14.30                                | 11. Februar 2020                    | - Fehlerkorrekturen |                       |                    |
| 1.14.x | 1.14.41                                | 3. März 2020                        | - Fehlerkorrekturen |                       |                    |
| 1.14.x | 1.14.60                                | 15. April 2020                      | - Fehlerkorrekturen |                       |                    |
| 1.16.x | 1.16.0                                 | 23. Juni 2020                       | Nether Update - verschiedene technische Anpassungen an die Java-Edition, - weitere Gegenstände und Verzauberungen der Java-Edition sind nach längerer Zeit nun auch auf der Bedrock-Edition verfügbar - Neue Blöcke: Erlauben-Block, Verweigern-Block - Neue Verzauberung: Fluch der Bindung - Das Inventarsymbol von Eisenbarren und -gittern wurde an die der Java-Edition angepasst - Kürbisse und Zauntore benötigen keinen darunter liegenden Block, um platziert zu werden - Gegenstände, die man ablegt, verwandeln sich nun in ein sich drehendes 3D-Modell - Eisengolems erscheinen nun öfters - Topfpflanzen können nun durch Antippen / Anklicken aus dem Topf entfernt werden - Wächst eine große Fichte, werden die umliegenden Grasblöcke in Podsol verwandelt - Die Strahlfarbe eines Leuchtfeuers kann mit unterschiedlich gefärbten Glasblöcken gemischt werden - Verhalten von Kugelfischen geändert - Partikel des Enderauges auf das Aussehen der Java-Edition geändert |                       |                    |
| 1.16.x | 1.16.10                                | 29. Juni 2020                       | - Fehlerkorrekturen |                       |                    |
| 1.16.x | 1.16.20                                | 11. August 2020                     | - Neue Kreatur: Piglin-Barbar (Piglin-Grobian) |                       |                    |
| \| Legende: \| Ältere Version; nicht mehr unterstützt \| Ältere Version; noch unterstützt \| Aktuelle Version \| Aktuelle Vorabversion \| Zukünftige Version \| |                                        |                                     | |                       |                    |
| Legende: | Ältere Version; nicht mehr unterstützt | Ältere Version; noch unterstützt    | Aktuelle Version | Aktuelle Vorabversion | Zukünftige Version |

| Versionsgeschichte der Konsoleneditionen                                                                                              | Versionsgeschichte der Konsoleneditionen | Versionsgeschichte der Konsoleneditionen | Versionsgeschichte der Konsoleneditionen | Versionsgeschichte der Konsoleneditionen | Versionsgeschichte der Konsoleneditionen | Versionsgeschichte der Konsoleneditionen    |
| Version und Veröffentlichung | Version und Veröffentlichung             | Version und Veröffentlichung             | Version und Veröffentlichung             | Version und Veröffentlichung             | Version und Veröffentlichung             | Anmerkung                                   |
| Xbox 360 | Xbox One                                 | PS3                                      | PS4                                      | PS Vita                                  | Wii U                                    | Anmerkung                                   |
| --- | ---------------------------------------- | ---------------------------------------- | ---------------------------------------- | ---------------------------------------- | ---------------------------------------- | ------------------------------------------- |
| TU1 (9. Mai 2012) |                                          |                                          |                                          |                                          |                                          | Entspricht Java-Edition Beta 1.6.6          |
| TU2 (15. Juni 2012) |                                          |                                          |                                          |                                          |                                          |                                             |
| TU3 (13. Juli 2012) |                                          |                                          |                                          |                                          |                                          | Entspricht Java-Edition Beta 1.7.3          |
| TU4 (7. August 2012) |                                          |                                          |                                          |                                          |                                          |                                             |
| TU5 (16. Oktober 2012) |                                          |                                          |                                          |                                          |                                          | Entspricht Java-Edition Beta 1.8.1          |
| TU6 (15. November 2012) |                                          |                                          |                                          |                                          |                                          |                                             |
| TU7 (19. Dezember 2012) |                                          |                                          |                                          |                                          |                                          | Entspricht Java-Edition Final 1.0.0         |
| TU8 (30. Januar 2013) |                                          |                                          |                                          |                                          |                                          |                                             |
| TU9 (4. April 2013) |                                          |                                          |                                          |                                          |                                          | Entspricht Java-Edition Final 1.1           |
| TU10 (16. April 2013) |                                          |                                          |                                          |                                          |                                          |                                             |
| TU11 (10. Mai 2013) |                                          |                                          |                                          |                                          |                                          |                                             |
| TU12 (23. August 2013) |                                          |                                          |                                          |                                          |                                          | Entspricht Java-Edition Final 1.2.3         |
| TU13 (2. Oktober 2013) |                                          | 1.00 (17. Oktober 2013)                  |                                          |                                          |                                          |                                             |
| |                                          | 1.01 (17. Dezember 2013)                 |                                          |                                          |                                          |                                             |
| |                                          | 1.02 (26. Dezember 2013)                 |                                          |                                          |                                          |                                             |
| |                                          | 1.03 (21. Januar 2014)                   |                                          |                                          |                                          |                                             |
| TU 14 (26. März 2014) |                                          | 1.04 (27. März 2014)                     |                                          |                                          |                                          | Entspricht Java-Edition Final 1.3.1         |
| TU 15 (11. April 2014) |                                          | 1.05 (15. April 2014)                    |                                          |                                          |                                          |                                             |
| TU 16 (19. Mai 2014) |                                          | 1.06 (28. Mai 2014)                      |                                          |                                          |                                          |                                             |
| TU 17 (4. September 2014) |                                          | 1.07 (27. September 2014)                |                                          |                                          |                                          |                                             |
| | CU1 (5. September 2014)                  |                                          | 1.00 (4. September 2014)                 | 1.00 (14. Oktober 2014)                  |                                          |                                             |
| |                                          | 1.08 (18. September 2014)                |                                          |                                          |                                          |                                             |
| | CU3 (2. Oktober 2014)                    |                                          | 1.02 (2. Oktober 2014)                   |                                          |                                          |                                             |
| TU18 (7. Oktober 2014) |                                          |                                          |                                          |                                          |                                          |                                             |
| |                                          |                                          |                                          | 1.01 (16. Oktober 2014)                  |                                          |                                             |
| |                                          |                                          |                                          | 1.02 (24. Oktober 2014)                  |                                          |                                             |
| |                                          | 1.09 (31. Oktober 2014)                  |                                          |                                          |                                          |                                             |
| |                                          |                                          | 1.03 (18. November 2014)                 |                                          |                                          |                                             |
| | CU4 (29. Oktober 2014)                   | 1.11 (20. Dezember 2014)                 | 1.11 (20. Dezember 2014)                 | 1.11 (20. Dezember 2014)                 |                                          |                                             |
| TU19 (18. Dezember 2014) | CU7 (18. Dezember 2014)                  | 1.12 (20. Dezember 2014)                 | 1.12 (20. Dezember 2014)                 | 1.12 (20. Dezember 2014)                 |                                          | Entspricht Java-Edition Final 1.6.4         |
| TU20 (23. Januar 2015) | CU8 (23. Januar 2015)                    | 1.13 (23. Januar 2015)                   | 1.13 (23. Januar 2015)                   | 1.13 (23. Januar 2015)                   |                                          |                                             |
| TU21 (11. Februar 2015) | CU9 (11. Februar 2015)                   | 1.14 (11. Februar 2015)                  | 1.14 (11. Februar 2015)                  | 1.14 (11. Februar 2015)                  |                                          |                                             |
| TU22 (27. Februar 2015) | CU10 (25. Februar 2015)                  |                                          |                                          |                                          |                                          |                                             |
| TU23 (25. März 2015) | CU11 (25. März 2015)                     | 1.15 (25. März 2015)                     | 1.15 (25. März 2015)                     | 1.15 (25. März 2015)                     |                                          |                                             |
| TU24 (26. April 2015) | CU12 (26. April 2015)                    | 1.16 (26. April 2015)                    | 1.16 (26. April 2015)                    | 1.16 (26. April 2015)                    |                                          |                                             |
| | CU13 (15. Mai 2015)                      |                                          |                                          |                                          |                                          |                                             |
| TU25 (1. Juli 2015) | CU14 (1. Juli 2015)                      | 1.17 (1. Juli 2015)                      | 1.17 (1. Juli 2015)                      | 1.17 (1. Juli 2015)                      |                                          | Enthält Elemente der Java-Edition Final 1.8 |
| TU26 (3. Juli 2015) |                                          |                                          |                                          |                                          |                                          |                                             |
| TU27 (24. Juli 2015) | CU15 (24. Juli 2015)                     | 1.18 (24. Juli 2015)                     | 1.18 (24. Juli 2015)                     | 1.18 (24. Juli 2015)                     |                                          |                                             |
| TU28 (28. August 2015) | CU16 (28. August 2015)                   | 1.19 (28. August 2015)                   | 1.19 (28. August 2015)                   | 1.19 (28. August 2015)                   |                                          |                                             |
| TU29 (11. September 2015) | CU17 (16. September 2015)                | 1.20 (23. September 2015)                | 1.20 (23. September 2015)                | 1.20 (23. September 2015)                |                                          |                                             |
| TU30 (23. Oktober 2015) | CU18 (23. Oktober 2015)                  | 1.21 (23. Oktober 2015)                  | 1.21 (23. Oktober 2015)                  | 1.21 (23. Oktober 2015)                  | Patch 1 (17. Dezember 2015)              |                                             |
| TU31 (18. Dezember 2015) | CU19 (18. Dezember 2015)                 | 1.22 (18. Dezember 2015)                 | 1.22 (18. Dezember 2015)                 | 1.22 (22. Dezember 2015)                 | Patch 3 (26. Februar 2016)               | Entspricht Java-Edition Final 1.8.8         |
| TU32 (12. Februar 2016) | CU20 (12. Februar 2016)                  | 1.23 (10. Februar 2016)                  | 1.23 (10. Februar 2016)                  | 1.23 (10. Februar 2016)                  | Patch 3 (26. Februar 2016)               |                                             |
| TU33 (25. Februar 2016) | CU21 (25. Februar 2016)                  | 1.24 (25. Februar 2016)                  | 1.24 (25. Februar 2016)                  | 1.24 (25. Februar 2016)                  | Patch 3 (26. Februar 2016)               |                                             |
| TU34 (6. April 2016) | CU22 (6. April 2016)                     | 1.25 (6. April 2016)                     | 1.25 (6. April 2016)                     | 1.25 (6. April 2016)                     | Patch 4 (6. April 2016)                  |                                             |
| TU35 (19. April 2016) | CU23 (19. April 2016)                    | 1.26 (19. April 2016)                    | 1.26 (19. April 2016)                    | 1.26 (19. April 2016)                    |                                          |                                             |
| |                                          |                                          |                                          |                                          | Patch 5 (18. Mai 2016)                   |                                             |
| |                                          |                                          |                                          |                                          | Patch 6 (1. Juni 2016)                   |                                             |
| TU36 (21. Juni 2016) | CU25 (21. Juni 2016)                     | 1.28 (21. Juni 2016)                     | 1.28 (21. Juni 2016)                     | 1.28 (21. Juni 2016)                     | Patch 7 (21. Juni 2016)                  |                                             |
| |                                          |                                          |                                          | 1.29 (23. Juni 2016)                     | Patch 8 (24. Juni 2016)                  |                                             |
| TU37 (26. Juni 2016) |                                          |                                          |                                          |                                          |                                          |                                             |
| TU38 (1. Juli 2016) | CU26 (1. Juli 2016)                      | 1.30 (30. Juni 2016)                     | 1.30 (30. Juni 2016)                     | 1.30 (30. Juni 2016)                     | Patch 9 (30. Juni 2016)                  |                                             |
| TU39 (26. Juli 2016) | CU27 (26. Juli 2016)                     | 1.31 (26. Juli 2016)                     | 1.31 (26. Juli 2016)                     | 1.31 (26. Juli 2016)                     | Patch 10 (29. Juli 2016)                 |                                             |
| TU41 (30. August 2016) | CU30 (30. August 2016)                   | 1.33 (30. August 2016)                   | 1.33 (30. August 2016)                   | 1.33 (30. August 2016)                   | Patch 11 (31. August 2016)               |                                             |
| |                                          | 1.34 (30. August 2016)                   | 1.34 (30. August 2016)                   | 1.34 (30. August 2016)                   |                                          |                                             |
| TU42 (9. September 2016) | CU32 (9. September 2016)                 | 1.35 (9. September 2016)                 | 1.35 (9. September 2016)                 | 1.35 (9. September 2016)                 | Patch 12 (15. September 2016)            |                                             |
| TU43 (4. Oktober 2016) | CU33 (4. Oktober 2016)                   | 1.36 (4. Oktober 2016)                   | 1.36 (4. Oktober 2016)                   | 1.36 (4. Oktober 2016)                   | Patch 13 (4. Oktober 2016)               |                                             |
| TU44 (25. Oktober 2016) | CU34 (25. Oktober 2016)                  | 1.37 (25. Oktober 2016)                  | 1.37 (25. Oktober 2016)                  | 1.37 (25. Oktober 2016)                  | Patch 14 (25. Oktober 2016)              |                                             |
| TU45 (28. Oktober 2016) |                                          |                                          |                                          |                                          |                                          |                                             |
| | CU35 (6. Dezember 2016)                  |                                          |                                          |                                          |                                          |                                             |
| TU46 (21. Dezember 2016) | CU36 (21. Dezember 2016)                 | 1.38 (21. Dezember 2016)                 | 1.38 (21. Dezember 2016)                 | 1.38 (21. Dezember 2016)                 | Patch 15 (22. Dezember 2016)             | Holiday Update                              |
| TU47 (13. Januar 2017) | CU37 (13. Januar 2017)                   | 1.40 (13. Januar 2017)                   | 1.40 (13. Januar 2017)                   | 1.40 (13. Januar 2017)                   | Patch 16 (16. Januar 2017)               |                                             |
| TU48 (31. Januar 2017) | CU38 (31. Januar 2017)                   | 1.41 (31. Januar 2017)                   | 1.41 (31. Januar 2017)                   | 1.41 (31. Januar 2017)                   | Patch 17 (1. Februar 2017)               |                                             |
| TU49 (28. Februar 2017) | CU39 (28. Februar 2017)                  | 1.42 (28. Februar 2017)                  | 1.42 (28. Februar 2017)                  | 1.42 (28. Februar 2017)                  | Patch 18 (28. Februar 2017)              |                                             |
| TU50 (14. März 2017) | CU40 (8. März 2017)                      | 1.43 (3. März 2017)                      | 1.43 (3. März 2017)                      | 1.43 (3. März 2017)                      | Patch 19 (8. März 2017)                  |                                             |
| TU51 (28. März 2017) | CU41 (28. März 2017)                     | 1.44 (28. März 2017)                     | 1.44 (28. März 2017)                     | 1.44 (28. März 2017)                     | Patch 20 (29. März 2017)                 |                                             |
| TU57 (29. August 2017) | CU49 (29. August 2017)                   | 1.57 (29. August 2017)                   | 1.56 (29. August 2017)                   | 1.56 (29. August 2017)                   | Patch 27 (29. August 2017)               |                                             |
| \| Legende: \| Alte Version \| Ältere Version; noch unterstützt \| Aktuelle Version \| Aktuelle Vorabversion \| Zukünftige Version \| |                                          |                                          |                                          |                                          |                                          |                                             |
| Legende: | Alte Version                             | Ältere Version; noch unterstützt         | Aktuelle Version                         | Aktuelle Vorabversion                    | Zukünftige Version                       |                                             |

| 0.1 | 20. Dezember 2012 |                                  |                  |                       |                    |
| 0.1.1 | 11. Februar 2013  |                                  |                  |                       |                    |
| \| Legende: \| Alte Version \| Ältere Version; noch unterstützt \| Aktuelle Version \| Aktuelle Vorabversion \| Zukünftige Version \| |                   |                                  |                  |                       |                    |
| Legende: | Alte Version      | Ältere Version; noch unterstützt | Aktuelle Version | Aktuelle Vorabversion | Zukünftige Version |

## Plattformen

### Java-Versionen
Minecraft erschien ursprünglich für den PC und wurde nach der Einführung der Bedrock Edition umbenannt. Die Java-Edition läuft auf den Betriebssystemen Windows, macOS und Linux. Neben der Java Edition gab es Minecraft Classic und Minecraft 4k.
Minecraft Classic war die älteste Version und bis September 2015 kostenlos online verfügbar. Diese Version wurde seit der Veröffentlichung der finalen Version 0.30 im November 2009 nicht mehr weiterentwickelt und hatte nur einen eingeschränkten Funktionsumfang, der dem Kreativ-Modus ähnelt. Der Spielfigur des Spielers kann kein Schaden zugefügt werden, und er kann eine unbegrenzte Auswahl an Blöcken in die Spielwelt platzieren. Wie in aktuelleren Minecraft-Versionen ließ es sich im Einzel- und Mehrspielermodus spielen. Über den Launcher können, sofern eine bestimmte Option aktiviert wird, weiterhin auch einige Classic-Versionen gespielt werden.
Minecraft 4k ist eine vereinfachte Version von Minecraft. Das Spiel wurde für den Java-4k-Spieleprogrammierungs-Wettbewerb entwickelt. Die Welt ist 64 × 64 Blöcke groß. Der Spieler kann Gras, Erde, Stein, Holz, Blätter und Ziegel platzieren oder zerstören.

### C++-Versionen
Bis zur Entwicklung der Bedrock Edition existierten für Windows 10, Smartphones und VR-Endgeräte sowie die verschiedenen Konsolen unterschiedliche Versionen des Spiels.
Am 20. September 2017 wurde mit dem auf der E3 angekündigten Better Together Update die Pocket Edition zur Bedrock Edition, die auch die auf der Pocket Edition aufbauenden aber bislang eigenständig benannten Editionen für Windows 10 und verschiedene VR-Endgeräte umfasst und zudem auch auf der Xbox One verfügbar ist.
Am 21. Juni 2018 wurde die Bedrock Edition auf die Nintendo Switch portiert. Mit dem Release des Buzzy Bees Update am 10. Dezember 2019 wurde die PlayStation 4 Edition auf die einheitliche Bedrock Codebase aktualisiert.

#### Bedrock Edition (ehemals Pocket Edition)
Am 8. Oktober 2011 erschien die Minecraft – Pocket Edition für Android. Einen Monat später folgte eine identische Version für Apple iOS. Bereits im August 2011 stand das Spiel exklusiv für das Smartphone Sony Ericsson Xperia Play zur Verfügung. Nach der Übernahme von Mojang samt Minecraft durch Microsoft im September 2014 für 2,5 Milliarden US-Dollar war das Spiel seit Dezember 2014 ebenfalls für die hauseigene Plattform Microsoft Windows Phone 8 erhältlich. Neu ist seitdem die Verwendung der Programmiersprache C++ statt Java. Die Pocket Edition bot im Vergleich zur Java-Edition nur eine eingeschränkte Auswahl an Funktionen. Durch regelmäßige Aktualisierungen wurde sie mittlerweile auf den Stand der Java-Edition gebracht.
Die Minecraft: Pi Edition erschien am 11. Februar 2013. Sie steht als kostenloser Download für den Raspberry Pi zur Verfügung. Die Pi Edition basiert auf der Pocket Edition, dazu gibt es aber die Möglichkeit, über Texteingaben die Spielwelt zu manipulieren. Inzwischen gab einer der Entwickler der Pocket Edition bekannt, dass die Pi Edition nach langer Zeit ohne Aktualisierungen nicht mehr weiterentwickelt werde.
Am 19. Dezember 2016 wurde die erste komplett spielbare Version der Pocket Edition veröffentlicht.
Mit dem Erscheinen des Better Together Updates am 20. September 2017 wurde aus der Pocket Edition die offiziell nur Minecraft genannte Bedrock Edition. Gründe für die Umbenennung waren unter anderem, dass die Edition im Zuge dieses Updates nun auch auf der Xbox One verfügbar ist und die auf dieser Edition aufbauenden aber bislang eigenständig benannten Editionen für Windows 10 und verschiedene VR-Endgeräte im Zuge dieses Updates zusammengefasst wurden. Die Bedrock Edition unterstützt auf Windows, PlayStation 4 und Xbox One die neue Rendering-Engine RenderDragon.
Am 11. August 2020 wurde bekannt gegeben, dass iOS-Geräte mit iOS 10 oder niedriger und Android-Geräte mit 768 MB RAM oder weniger ab dem 20. Oktober 2020 nicht mehr unterstützt werden. An diesem Tag wurden ebenfalls die Gear-VR-Edition und die Windows-10-Mobile-Edition eingestellt.

#### Windows-10-Edition
Am 29. Juli 2015 wurde Minecraft: Windows 10 Edition veröffentlicht, eine Adaptation von Minecraft – Pocket Edition für Windows 10. Benutzer von Windows 10, die bereits vor dem 19. Oktober 2018 Besitzer der Java-Edition waren, können Minecraft: Windows 10-Edition kostenlos über den Microsoft Store beziehen.
Mit dem Erscheinen des Better Together Updates am 20. September 2017 ist die Windows 10 Edition nun Teil der aus der Pocket Edition hervorgegangenen Bedrock Edition.
Voraussetzung für die Nutzung auf Windows 10 ist DirectX 11.

#### Konsolen-Editionen
Die Konsolen-Editionen von Minecraft wurden vollständig eingestellt und sind nicht mehr in den jeweiligen Shops verfügbar. Auf den neueren Plattformen ist die Bedrock-Edition verfügbar.
Im Mai 2012 folgte durch 4J Studios eine Portierung für die Spielkonsole Xbox 360, welche nur als Download über Xbox Live Arcade verfügbar war. Seit dem 4. Juni 2013 ist sie als DVD in Nordamerika verfügbar und seit dem 28. Juni 2013 im Vereinigten Königreich, Frankreich, Spanien und Irland verfügbar. In dieser Version gibt es eine große Anzahl von Inhalten, die speziell für die Xbox angepasst sind. Dazu zählen ein neu gestaltetes Crafting-System und die Möglichkeit, über das Netzwerk Xbox Live mit Freunden zu spielen. Die Welt der Xbox Edition ist, im Gegensatz zur Java-Edition, in der Größe durch unsichtbare Wände beschränkt. Mit der Version TU73 wurde am 19. März 2019 die Weiterentwicklung eingestellt. Die Welten der Minecraft: Xbox 360 Edition können auf die Minecraft: Xbox One Edition übertragen werden.
Die Xbox One Edition ist eine Minecraft-Version für die Xbox One. Sie wurde, genauso wie die Xbox 360 Edition, von 4J Studios in Verbindung mit Mojang und Microsoft Studios entwickelt. Das Spiel wurde auf der E3 2013 angekündigt. Diese Version basiert auf der Xbox 360 Edition, bietet jedoch größere Welten und erweiterte Multiplayer-Features. Die Xbox-One-Edition erschien am 5. September 2014. Am 20. September 2017 wurde die Entwicklung dieser Edition zugunsten der im Rahmen des Better Together Updates auch auf der Xbox One verfügbaren Bedrock Edition eingestellt. Mit der Version CU57 wurde am 24. August 2019 die Weiterentwicklung der Minecraft: Xbox One Edition eingestellt.
Im Dezember 2013 erschien die auf der Gamescom 2013 angekündigte Minecraft-Version für die PlayStation 3. Dort wurden auch die Versionen für die PlayStation 4 und PlayStation Vita angekündigt, am 4. September 2014 erschien die PlayStation 4 Edition und am 15. Oktober 2014 die PlayStation Vita Edition. Sie wurden genauso, wie die Xbox-Versionen, von 4J Studios entwickelt. Mit Version 1.83 wurde am 19. März 2019 die Weiterentwicklung von Minecraft: PS3 Edition und Minecraft: PS Vita Edition eingestellt. Die Welten von PS3 Edition können nach Minecraft: PS4 Edition übertragen werden.
Minecraft wurde am 17. Dezember 2015 für Wii U via Nintendo eShop veröffentlicht und bietet mehrere herunterladbare Inhalte. Die Disc-Version erschien im Sommer 2016 im Handel (Vereinigte Staaten 17. Juni 2016, Japan 23. Juni 2016, Europa 30. Juni 2016). Im Lieferumfang ist das Super Mario Mash-Up Pack enthalten, welches Besitzer der digitalen Version gratis als Update erhalten.
Mit Patch 43 wurde am 19. März 2019 die Weiterentwicklung der Minecraft: Wii U Edition eingestellt.
Minecraft erschien zusammen mit dem Super Mario Mash-Up Pack am 12. Mai 2017 für die Nintendo Switch im Nintendo eShop. Am 21. Juni 2018 erschien die Retail-Version und die Bedrock-Edition für Nintendo Switch. Daraufhin wurde die Weiterentwicklung der alten Edition eingestellt. Besitzer der Minecraft: Nintendo Switch Edition können die Bedrock-Edition kostenlos über den Nintendo eShop beziehen. Die Welten der alten Edition können in die Bedrock-Edition portiert werden.
Am 13. September 2017 erschien die Minecraft: New Nintendo 3DS Edition als Download-Titel ausschließlich für Systeme der New-Nintendo-3DS-Familie. Am 10. November desselben Jahres erschien das Spiel ebenfalls als Einzelhandels-Version. Das finale Update dieser Version erschien am 16. Januar 2019.

### Java & Bedrock Edition
In einem Blogpost auf der offiziellen Website von Minecraft vom 4. Juni 2022 wurde verkündet, dass ab dem 7. Juni desselben Jahres für Neukäufer auf dem PC nur noch die Java & Bedrock Edition zur Verfügung stehen soll, welche sowohl die Java Edition als auch die Bedrock Edition enthält. Besitzer nur einer der beiden Editionen auf dem PC erhalten die jeweils andere kostenlos und können diese über denselben Launcher starten.
Die Java- und Bedrock-Editionen bleiben jedoch weiterhin zwei separate Minecraft-Versionen und sind untereinander nicht kompatibel.

## Erweiterbarkeit
Für Minecraft existiert eine Vielzahl von benutzergenerierten Inhalten, wie Modifikationen, Skins, Texturenpakete und benutzerdefinierte Welten.
Texturenpakete passen die grafische Darstellung des Spiels an. Mit der finalen Java-Edition 1.6 wurden Texturenpakete durch Ressourcenpakete ersetzt. Mit diesen lassen sich neben den Texturen auch die Musik und Klangeffekte anpassen. Zu den beliebtesten Modifikationen zählen auch sogenannte Shaders, die die Grafik des Spiels erheblich aufbessern und etwa Schatten, unterschiedliche Lichteinfälle oder auch bewegtes Laub an den Bäumen einfügen, was im unmodifizierten Spiel nicht enthalten ist.
Modifikationen, genannt Mods, fügen eine Vielzahl von Gameplay-Änderungen zum Spiel hinzu. Diese reichen von neuen Blöcken oder neuen Gegenständen bis zu neuen Monstern und komplexen Simulationen. Darunter befinden sich auch Mods, die dem Benutzer Programmiermöglichkeiten bieten. Jens Bergensten kündigte an, dass sich Mods in Zukunft über Ressourcenpakete einfacher installieren und mit einer Plugin-API programmieren lassen sollen. Zusammenstellungen von Mods werden in Modpacks auf externen Launchern wie dem Technic Launcher, AT Launcher oder der Feed-the-Beast-App angeboten und erweiterten das Spiel meist um Technik- und Fantasy-Elemente.
Auch von anderen Spielern erstellte Abenteuerkarten (sogenannte Adventure Maps) sind verfügbar. Sie enthalten oft Regeln, Herausforderungen, Puzzles und Aufgaben. Fertige Welten werden meist im Minecraft Forum geteilt. In der finalen Version 1.4 fügte Mojang spezielle Inhalte für diese Welten hinzu. Darunter sind die Befehlsblöcke und der Abenteuermodus.
Mittlerweile gibt es auf der Java-Edition über 100 Sprachen. Darunter sind Fantasiesprachen wie eine Piratensprache. Die Spieler können selber die Sprachdateien verändern oder neue Sprachen hinzufügen. Diese Spracherweiterungen waren schon davor inoffiziell verfügbar und wurden „Language Packs“ genannt. Auf der Bedrock-Edition gibt es zurzeit fast 30 Sprachen. Außerdem gibt es ein Text-to-Speech-System, das während des Spiels den Fließtext in akustische Sprachausgabe umwandelt.
Die Konsolen-Editionen unterstützen DLCs, welche über den Online-Store der jeweiligen Spielkonsole erhältlich sind. Sie enthalten unterschiedliche Skins, Texturenpakete und Welten für die Battle Mini Games. Außerdem gibt es sogenannte „Mash-up packs“, diese können Welten, Töne, Musik und eine andere Benutzeroberfläche enthalten. Jedoch sind diese nicht kostenlos und können über den Nintendo eShop, den Microsoft Store oder über den PlayStation Store gekauft werden. Im Gegensatz zu der Java-Edition unterstützen diese Versionen keine Mods.
Mit der Bedrock-Edition wurde der Marketplace hinzugefügt, über den Texturenpakete, Skinpakete, Welten und Mash-up-Pakete mit „Minecoins“ gekauft werden können. Die gekauften Inhalte können plattformübergreifend heruntergeladen und genutzt werden. Auch das plattformübergreifende Spielen (sogenanntes Crossplay) ist seitdem möglich.
Auf der Bedrock-Edition lassen sich Add-ons installieren.
Die Minecraft-Server nutzen oft Plug-ins, um Minispiele und Rollenspiel-Elemente abzubilden.

## Rezeption

### Kritiken
Die Java-Edition von Minecraft erhielt meist positive Bewertungen von Kritikern. Die offene Welt und die Freiheit der Spieler werden gelobt. Kritik wurde hauptsächlich aufgrund eines fehlenden Tutorials geübt, so können neue Spieler nicht in das Spiel hereinfinden. Metacritic aggregierte 93 von 100 Punkten, basierend auf 33 Wertungen von Fachmagazinen. Auch die Xbox 360 Edition wurde meist positiv bewertet, aber nicht so gut wie die Java-Edition. Dies wurde meist durch die fehlenden Funktionen im Vergleich zu dieser begründet. Metacritic aggregierte hier aus 63 Wertungen 82 Punkte. Die Pocket Edition erreichte lediglich einen Metascore von 53 Punkten. Kritisiert wurden im Jahr 2013 auch bei dieser Version die bis dahin wenigen Funktionen im Vergleich zur Java-Edition. IGN bewertete die stark abgespeckte New-Nintendo-3DS-Version mit 6,5 von 10 möglichen Punkten.

### Auszeichnungen
- Im beliebten britischen Computerspiele-Blog Rock Paper Shotgun wurde im September 2010 im Rahmen einer Minecraft-Woche das Spiel als vielleicht größter Indie-Hit des Jahres 2010 bezeichnet.[145]
- Der Players Choice Award 2010 von Indie DB ging an Minecraft.[146]
- Beim Independent Games Festival 2011 gewann Minecraft mit dem „Seumas McNally Grand Prize“ den Hauptpreis der Veranstaltung und den von Spielern vergebenen Publikumspreis.[147]
- Ebenfalls 2011 erhielt Minecraft im Rahmen der Game Developers Choice Awards Auszeichnungen als bestes „Debut Game“, „Best Downloadable Game“ und den Innovations-Preis.
- 2012 gewann die Xbox Edition von Minecraft den Golden Joystick Award für das „beste herunterladbare Spiel“.[148] 2024 erhielt Minecraft bei den Golden Joystick Awards den Still Playing Award – Console & PC.[149]
- Das Museum of Modern Art in New York hat Minecraft im Juni 2013 in die Ende 2012 eröffnete Sammlung von Computerspielen aufgenommen.[150][151]
- Minecraft erhielt 2015, 2020 und 2022 den Nickelodeon Kids’ Choice Award als „Lieblings-Videospiel“ des Publikums.

### Verkaufs- und Spielerzahlen
Mit insgesamt über 300 Millionen verkauften Lizenzen im Jahr 2023 ist Minecraft das meistverkaufte Computerspiel. Die Java-Edition hat sich bis zum 24. Oktober 2018 30 Millionen Mal, die Konsolen-Version 57 Millionen und die Bedrock-Version 68 Millionen Mal verkauft. Die kostenlose Minecraft China-Edition wurde bis Ende 2020 über 400 Millionen Mal heruntergeladen. Zusammen mit allen Verkäufen außerhalb Chinas hat das Spiel somit über 600 Millionen registrierte Spielerkonten. Damit ist Minecraft das Spiel mit der größten Spielerbasis. Aktive Spieler wurden 2019 monatlich 112 Millionen, 2020 über 125 Millionen und im April 2022 mehr als 140 Millionen gezählt. Damit ist Minecraft das kostenpflichtige Spiel mit den meisten monatlich aktiven Spielern.

### MineCon
Seit 2010 veranstaltet Mojang die jährliche MineCon genannte Minecraft-Convention. 2011 fand die Convention in Las Vegas statt. Dort gab es Diskussionsrunden und Spiele-Bereiche. Über 4500 Fans nahmen an der MineCon 2012 im Disneyland Paris teil. Mojang kündigte dort Updates für Minecraft an, darunter waren Details über das Redstone Update und das Update 1.6. Seit 2017 wird die Convention nur noch virtuell als Live Stream angeboten und MineCon Earth genannt.

### Anwendungsbereiche

#### Minecraft: Education Edition

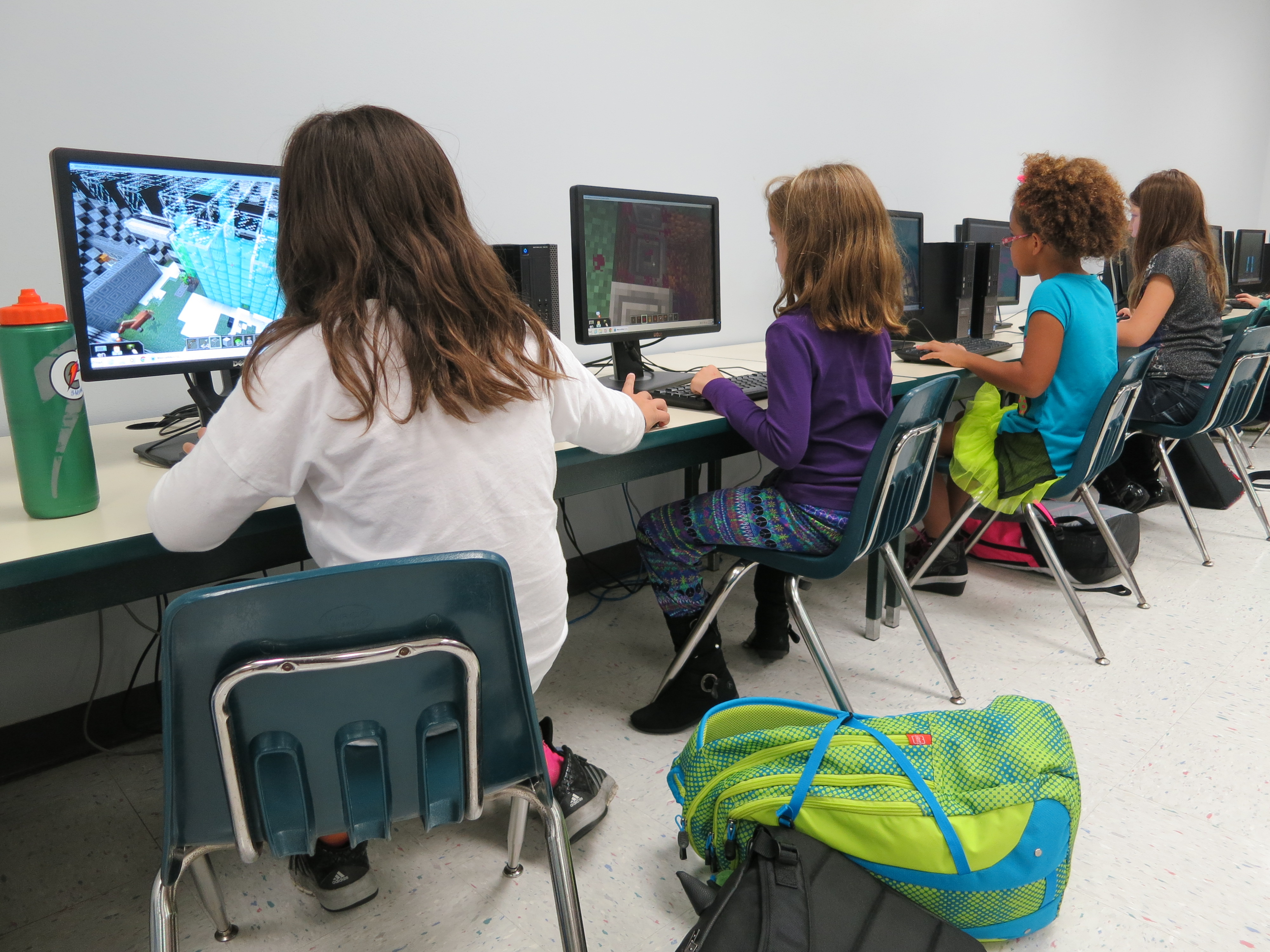
Schüler spielen Minecraft

Minecraft wird auch in Bildungseinrichtungen verwendet. Um Schulen den Zugriff auf Minecraft zu ermöglichen, wurde 2011 die Organisation MinecraftEdu gegründet. Sie arbeitet mit Mojang zusammen, um das Spiel für Schulen zugänglich und erschwinglich zu gestalten. Dabei ist die Education Edition für GNU Linux jedoch nicht verfügbar. Auch Unternehmen wie Google entwickeln Modifikationen für Minecraft, wie zum Beispiel qCraft, die mit Minecraft und MinecraftEdu kompatibel ist. Im September 2012 zählte die Organisation 250.000 Schüler mit Zugriff auf Minecraft. In einer schwedischen Schule ist das Spiel Pflichtfach.
Auch für weitere spezielle Ausbildungsziele wurden Modifikationen von Minecraft entwickelt. So gibt es beispielsweise für das Heranführen von Schülern an die komplexen Prozesse der Baubranche und die Methode des Building Information Modeling „BeIMCraft“. Damit sollen unter anderem ein Verständnis von Zeit- und Ressourcenmanagement und nachhaltigem Bauen vermittelt werden. Dies soll auch dem Fachkräftemangel in der Baubranche entgegenwirken.
Stand April 2022 wird die Minecraft: Education Edition in 115 Ländern von über 35 Millionen Lehrern und Schülern genutzt.

#### Gemeinnützige Verwendung
Außerdem wird Minecraft auch für humanitäre Zwecke eingesetzt. 2012 startete Mojang das Projekt Block By Block in Zusammenarbeit mit dem Programm der Vereinten Nationen für menschliche Siedlungen (UNHABITAT). Ziel ist es, Menschen in Entwicklungsländern die Möglichkeit zu geben, an der Planung ihrer Lebensumgebung teilzuhaben. Im Spiel werden Vorschläge erstellt, die dann regionalen Entscheidungsträgern präsentiert werden können.
Reporter ohne Grenzen hat in Minecraft eine Karte mit einer unzensierten Bibliothek für Länder, in denen die Pressefreiheit eingeschränkt, aber Minecraft erlaubt ist, veröffentlicht.

### Minecraftin sozialen Medien
Soziale Medien wie YouTube, Facebook und Reddit trugen einen wesentlichen Teil zur Verbreitung von Minecraft bei. Ein Drittel der Spieler lernten das Spiel über Onlinevideos wie Let’s Plays kennen. Einer der populärsten deutschsprachigen Kanäle in der Blütezeit des Spiels war Gronkh. Ende 2012 existierten über 4 Millionen Videos über Minecraft auf YouTube, im Oktober 2014 waren es etwa 78,2 Millionen. Im Jahr 2019 war Minecraft das meistgesehene Spiel auf YouTube mit über 100 Milliarden Aufrufen. Ende 2021 waren es über 1 Billion Aufrufe.
Insbesondere im Zuge der Einschränkungen durch die COVID-19-Pandemie diente Minecraft als Plattform für Veranstaltungen, wie das Live-Musikfestival Electric Blockaloo vom 25. bis 28. Juni 2020. Während des Festivals traten über 300 Künstler auf. Die größte deutschsprachige Minecraft-Veranstaltung, „Craft Attack“, findet jährlich über einen Zeitraum von mehreren Wochen statt. Es nehmen mehr als 50 bekannte YouTuber und Streamer teil.

### Weitere Adaptionen
Am 23. Dezember 2012 wurde der durch 2PlayerProductions realisierte Dokumentarfilm Minecraft: The Story of Mojang veröffentlicht. Anfang 2011 wurden zu dessen Finanzierung mehr als 210.000 US-Dollar über das Crowdfunding-Portal Kickstarter gesammelt. Für die Dokumentation wurden die Programmierer ein ganzes Jahr begleitet. Auf Xbox Live wurde der Film bereits am Tag vor Veröffentlichung ausgestrahlt.
Am 16. Februar 2012 wurde auf der LEGOworld LEGO Minecraft vorgestellt, eine Adaption des Spiels mit Lego-Bausteinen, die im Sommer 2012 auf den Markt kam. Im Micro World genannten Set befinden sich ein Creeper und der normale Spieler-Charakter. Inzwischen gibt es noch zwei weitere Sets: Micro World: The Village und Micro World: The Nether.
Mojang arbeitet mit dem amerikanischen Merchandising-Hersteller Jinx zusammen, um Kleidung, Spielzeug und Schaumstoff-Spitzhacken herzustellen. 2012 erwirtschaftete Mojang über 1 Million Dollar Umsatz mit derartigen Produkten. Für einen 2014 erschienenen Minecraft-Kalender konnten Spieler Anfang 2013 Bilder einreichen. Alle Erlöse sollten an die UN-HABITAT fließen.
2019 erschien bei Ravensburger das Brettspiel Minecraft – Builders & Biomes, das auf dem Computerspiel aufbaut.
Nachdem ein Mitarbeiter von Warner Bros. im Internet gegenüber der Plattform „Deadline“ bekannt gegeben hatte, dass das Filmstudio an einem Minecraft-Film arbeite, gab Entwickler Markus „Notch“ Persson am 28. Februar 2014 über den Nachrichtendienst Twitter bekannt, dass tatsächlich an einem Minecraft-Film gearbeitet werde, dieser sich aber noch in einer sehr frühen Entwicklungsphase befinde. Die Veröffentlichung des Films wurde auf unbestimmte Zeit verschoben und Peter Sollett führt Regie. Der Film handelt von einem jugendlichen Mädchen, welches sich nach einem Angriff vom Enderdrachen auf den Weg macht, um die Welt zu retten.
Am 19. November 2024 erklärte die Merlin Entertainments Group, zwischen 2026 und 2027 in einigen ihrer Freizeitparks in den U.S.A. und in Großbritannien Attraktionen mit Bezug zu Minecraft eröffnen zu wollen. Auf Grundlage eines Abkommens im Wert von etwas mehr als 100 Millionen Euro zwischen Merlin und den Mojang Studios sollen Fans von Minecraft künftig „den Nervenkitzel und die Kreativität des Spiels in Freizeitparks und Attraktionen in Stadtzentren führender Touristenziele im echten Leben erleben“, erklärte Merlins Unterhaltungschef Scott O’Neill. Für die Zukunft plant Merlin, die Marke Minecraft auch bei Restaurants, Ferienunterkünften und Geschäften zu nutzen.

### Einfluss auf andere Spiele

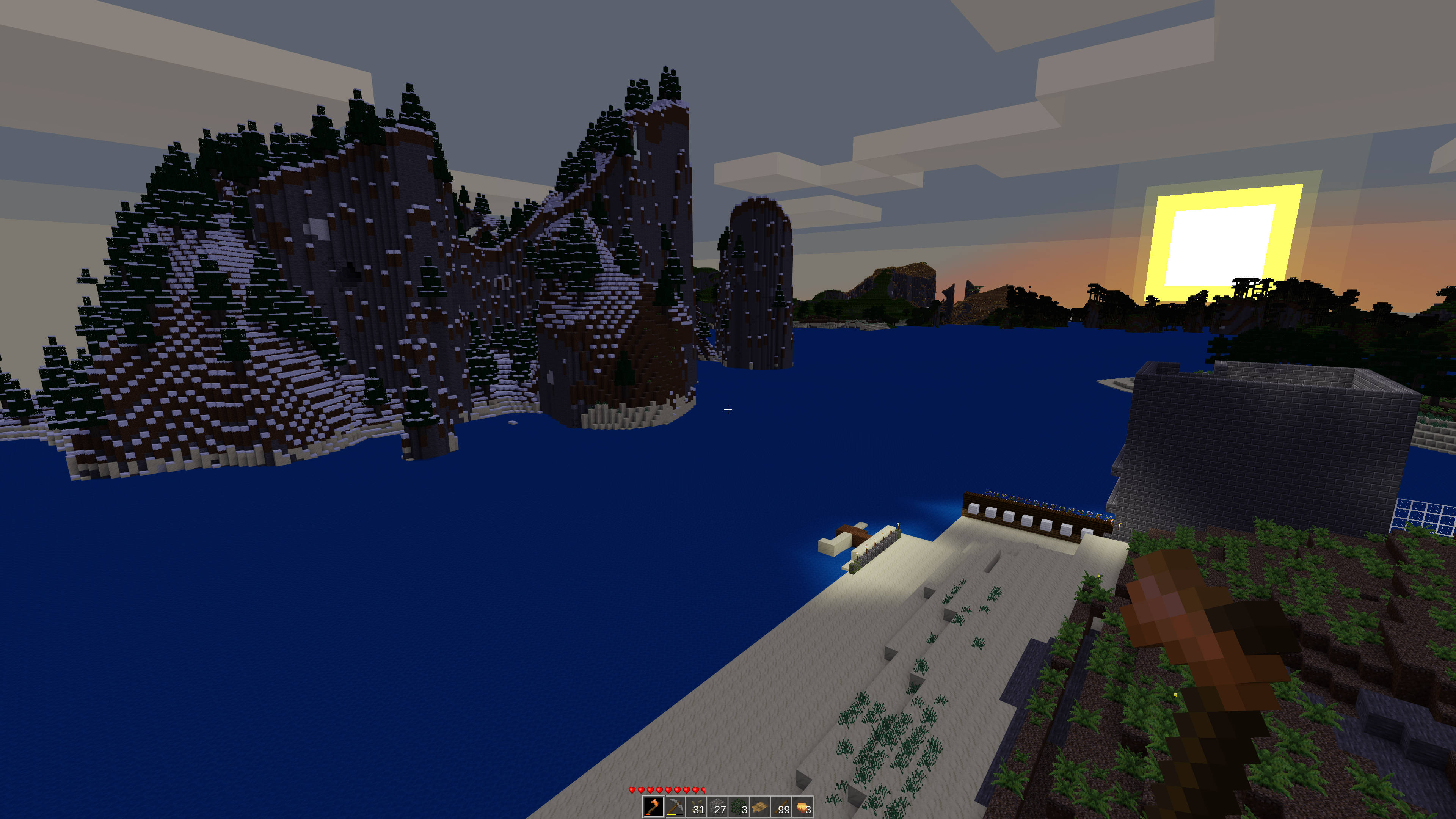
Screenshot von Minetest, einem Minecraft-Klon

Polygon bezeichnete Minecraft als das einflussreichste Computerspiel der 2010er Jahre. In vielen Spielen gibt es Anspielungen auf Minecraft, darunter The Stanley Parable, Torchlight II, Borderlands 2, Super Meat Boy, Skyrim, The Binding of Isaac, Team Fortress 2 und FTL: Faster Than Light. Das Prinzip von aus Blöcken bestehenden Welten wurde in einigen Spielen übernommen, so etwa von Ace of Spades, Minetest und PixARK. Darüber hinaus existieren zahlreiche Klone, die das Spielprinzip von Minecraft nachahmen.

### Schadprogramme
Ein Hersteller von Virenschutz-Software berichtete 2018 von Minecraft-Skins, die mit Schadprogrammen infiziert gewesen seien. Diese waren über die offizielle Webseite zum Download angeboten worden. Rund 50.000 Accounts sollen betroffen gewesen sein. Auch im Zusammenhang mit gefälschten Kopien des Spiels und Modifikationen von Drittanbietern wurde vor Malware gewarnt.
Anfang 2023 wurden Accounts auf der Webseite CurseForge, einer Seite für Mods und Plugins für verschiedene Spiele, gestohlen und es wurden Schadprogramme auf die Mods und Modpacks für Minecraft der jeweiligen Accounts hochgeladen. Das Schadprogramm wurde von der Community Fractureiser genannt. Dies wurde jedoch erst im Juni 2023 bekanntgegeben. Nach der Bekanntgabe handelte CurseForge schnell und löschte umgehend die Schadprogramme der jeweiligen Mods und Modpacks.

## Verfilmung
Ein Minecraft Film (Originaltitel: A Minecraft Movie) ist ein US-amerikanisch-britisch-schwedischer Film von Jared Hess mit Jack Black als Steve in der Hauptrolle. Produziert wurde der Film von Legendary Pictures in Zusammenarbeit mit Mojang Studios und wird von Warner Bros. Pictures vertrieben. Die Deutschland-Premiere war am 3. April 2025, einen Tag vor der Veröffentlichung in den Vereinigten Staaten.

## Ableger
Auf Grund des kommerziellen Erfolgs des Minecraft-Franchise wurden im Laufe der Zeit neben dem Hauptspiel mehrere Spin-off-Titel veröffentlicht, die zwar allesamt im selben Universum spielen, jedoch teilweise völlig andere Spielprinzipien verfolgen.
Minecraft: Story Mode ist ein Point-and-Click-Adventure von Telltale Games. Die erste der insgesamt acht Episoden erschien am 13. Oktober 2015. Staffel 2 erschien innerhalb des Jahres 2017.
Die Minecraft: Education Edition erschien am 1. November 2016 und ist eine speziell für den Einsatz in Bildungseinrichtungen wie Schulen entwickelte Version von Minecraft. Sie ist für Microsoft Windows 10, MacOS, iPadOS und Google ChromeOS verfügbar.
Minecraft Earth war ein Augmented-Reality-Projekt für Smartphones, das 2019 veröffentlicht und 2021 eingestellt wurde. Spieler konnten, ähnlich wie bei Pokémon Go, mithilfe ihrer Handykamera die Umgebung als Spielfläche nutzen, wodurch die reale Welt auf das Handybild projiziert und mit Elementen des Spiels ergänzt wurde.
Minecraft Dungeons ist ein am 26. Mai 2020 erschienener Action-Rollenspiel-Ableger von Mojang Studios und Double Eleven. In dem Dungeon Crawler steht das Kämpfen gegen Nicht-Spieler-Charaktere und das Erkunden zufallsgenierter Dungeons im Vordergrund.
Minecraft Legends ist ein Echtzeit-Strategiespiel, das am 18. April 2023 erschienen ist.
Im Jahr 2020 startete im Coro-Coro-Comics-Magazine des Verlages Shogakukan mit Minecraft: Sekai no Hate no Tabi (MINECRAFT~世界の果てへの旅~) eine von Kazuyoshi Seto gezeichnete Mangaserie. Seit Oktober 2024 erscheint diese unter dem Titel Minecraft – Eine Reise zum Ende der Welt bei Egmont Manga in bisher sechs Bänden auf Deutsch (Stand August 2025).